# Cristiano Ronaldo
Cristiano Ronaldo dos Santos Aveiro OIH • GOIH • ComM (Funchal, 5 de fevereiro de 1985) é um futebolista português que atua como ponta-esquerda ou avançado. Joga pelo Al-Nassr e é capitão da Seleção Portuguesa. É o maior goleador da história do futebol em jogos oficiais, sendo simultaneamente o jogador com mais golos na história a nível de seleções bem como a nível de clubes, trajetória que o levou ao recorde de cinco nomeações ao prémio de melhor artilheiro do mundo pela Federação Internacional de História e Estatísticas do Futebol (IFFHS). Durante sua passagem pela Europa, se tornou o maior jogador histórico e recordista da UEFA Champions League, Nations League e Eurocopa. Também é o único atleta a vencer nas três ligas europeias de maior prestígio (Premier League, La Liga e Série A) sendo eleito destaque como o melhor jogador e artilheiro das mesmas, quando protagonizava a conquista de seus títulos.
Ronaldo é geralmente considerado o melhor e mais completo futebolista, bem como o maior artilheiro do mundo e na opinião da grande maioria dos especialistas do esporte, seus atributos físicos, suas habilidades goleadoras, sua mentalidade vencedora, sua liderança e seu desempenho sob pressão, o tornam um dos melhores futebolistas de todos os tempos, com alguns ainda o colocando como o melhor jogador de sempre. Futebolista histórico, é considerado o jogador do século pela Globe Soccer Awards por diversos ex-jogadores, técnicos e dirigentes do futebol. Escalado no Dream Team da Bola de Ouro, também é o jogador com o maior número de nomeações do prémio Ballon d'Or. Foi eleito o melhor jogador do mundo pela FIFA e pela France Football recebendo o prémio Bola de Ouro (que por um período passou a denominar-se Bola de Ouro da FIFA) um total de cinco vezes. Também venceu o prémio Bota de Ouro da UEFA num total de quatro vezes. Ganhou uma vez o prémio de Melhor Jogador de Clubes da UEFA. Detém o recorde de três vezes o prémio de Melhor Jogador da UEFA na Europa, três vezes FIFA The Best, seis vezes Globbe Soccer Awards e também o recorde de 15 nomeações na Equipe do Ano da UEFA. Além disso detém quase todos os recordes da Champions League, bem como é amplamente considerado o maior jogador de toda história desta competição.

## Biografia
Nascido e criado no Funchal, Portugal, Ronaldo começou a sua carreira nas categorias de base do Clube de Futebol Andorinha de Santo António. Para o ano 1995, foi ao Nacional, e o seu sucesso com a equipa levou-o a assinar com o Sporting por duas temporadas, conseguindo obter com este último a Supertaça de Portugal em 2002. O talento de Ronaldo chamou a atenção de Alex Ferguson, sendo este um dos motivos pelo qual, em 2003 e quando tinha apenas 18 anos, Ronaldo assinou com o Manchester United, que pagou cerca de 12,24 milhões de libras esterlinas (15 milhões de euros) ao Sporting. Desde então, após seis temporadas, o jogador ganhou três títulos da Premier League, dois da Taça da Liga Inglesa, uma Taça de Inglaterra, duas Supertaças de Inglaterra, uma Liga dos Campeões e um Campeonato do Mundo de Clubes. Em 2007, tornou-se o primeiro jogador a vencer todos os quatro prémios principais da PFA e da FWA. Ficou ainda em terceiro lugar na votação de Melhor Jogador do Mundo pela FIFA de 2007 e em segundo na votação da Bola de Ouro de 2007, e em 2008 obteve os seus primeiros troféus individuais em a Bola de Ouro, a Bota de Ouro e o Melhor Jogador do Mundo pela FIFA. Depois disso, Ronaldo ganhou com o clube inglês três dos quatro principais prémios PFA e FWA, não apenas ganhando o prémio PFA Young Player of the Year e foi nomeado por FIFPro, World Soccer, Onze d'Or e pela FIFA (melhor jogador do mundo pela FIFA em 2008), tornando-se no primeiro jogador do Manchester United a ganhar a Bola de Ouro em quarenta anos, após George Best. Ele também foi o primeiro jogador a ganhar o Prémio FIFA Ferenc Puskás em 2009, atribuído ao melhor golo do ano.
Depois de protagonizar a transferência mais cara na história do futebol na época, chegou ao Real Madrid num acordo no valor de 80 milhões de libras esterlinas (94 milhões de euros). Este contrato estabeleceu a sua cláusula de rescisão em 1 000 milhões de euros e estipulou uma quantia anual de 12 milhões de euros, o que fez dele um dos jogadores de futebol mais bem pagos do mundo. No clube espanhol obteve, após nove temporadas, duas Ligas, duas Taças do Rei, duas Supertaças de Espanha, quatro Liga dos Campeões, três Supertaças da UEFA e três Campeonatos do Mundo de Clubes, sendo a figura máxima da equipa merengue durante este tempo. Suas atuações o levaram a conquistar outros quatro Bolas de Ouro, outras duas Botas de ouro, dois The Best FIFA, e a situar-se entre os três melhores jogadores do mundo durante oito temporadas. Ronaldo tornou-se o maior marcador na história do Real Madrid com 450 golos, além de tornou-se no maior marcador numa temporada na história da equipa, com 53 golos (em 2012). Seis dias depois, bateu o recorde de mais golos marcados numa temporada no campeonato espanhol, com 40. O jornal Marca, o outorgador oficial do Troféu Pichichi (o prémio de melhor marcador da Liga), afirmou que Ronaldo marcou 41 golos (o jornal Marca atribuiu mais um golo a Ronaldo que a Liga, que o atribuiu a Pepe). Ao marcar 40 golos, ganhou novamente a Bota de Ouro, tornando-se no primeiro jogador a vencer o troféu em dois campeonatos diferentes. Em 2018, assinou pela Juventus uma transferência inicial de 100 milhões de euros (88 milhões de libras esterlinas), a transferência mais cara para um clube italiano e a mais cara para um jogador com mais de 30 anos. No clube turinês ganhou, após três temporadas, dois títulos da Série A, dois Supertaças Italianas e uma Taça da Itália, obtendo a tríplice coroa italiana, antes de retornar ao Manchester United em 2021. Um dia após completar 36 anos, após marcar contra a Roma pelo campeonato italiano, o português se tornou o melhor marcador de sempre do futebol.
Pela Seleção Portuguesa, Ronaldo é o maior artilheiro de todos os tempos e o melhor futebolista de sua história. Após sua estréia com a seleção principal em 2003, Ronaldo lidera e é o principal responsável pela revolução futebolística de sua seleção no plano internacional, conseguindo classificar-se a cinco Mundiais, cinco Eurocopas, duas Ligas das Nações e uma Taça das Confederações, das quais chegou a três finais ganhando dois troféus, os primeiros títulos na história de sua seleção: Chegou à sua primeira final na Euro 2004, no qual marcou o seu primeiro golo internacional, mas não evitou a surpreendente derrota frente à Grécia, no entanto, Ronaldo foi incluído na equipa ideal desta competição. Chegou à sua segunda final na Euro 2016, onde conseguiu coroar-se campeão pela primeira vez com sua seleção, além de receber a Bota de Prata por seus golos ao longo do campeonato e ser incluído na equipa ideal do torneio. Chegou à sua terceira final na Liga das Nações 2018–19, onde conseguiu coroar-se campeão pela segunda vez com a sua selecção, além de receber o Troféu Alipay por ser o maior marcador do campeonato em sua fase final, o Prémio SOCAR por marcar o melhor golo da competição e ser incluído na equipa ideal da taça. Fora do futebol, é um dos atletas mais famosos e comercializáveis do mundo, bem como uma das figuras mais mediáticas da sua geração. Foi classificado como o atleta mais bem pago do mundo pela Forbes em 2012, 2016 e 2017, e como o atleta mais famoso do mundo pela ESPN de 2016 a 2019. Time incluiu-o na sua lista das 100 pessoas mais influentes do mundo em 2014. Em 2020 arrecadou 105 milhões de dólares, tornando-o o primeiro bilionário do futebol. Pela segunda vez chegou a final da Liga das Nações, dessa vez na temporada 2024-25, e tornou-se bicampeão da competição, chegando à seu terceiro título pela seleção.

## Carreira

### Início da carreira
Batizado em homenagem ao ex-presidente dos Estados Unidos Ronald Reagan, que era o ator preferido do seu pai, Ronaldo começou a jogar aos oito anos nas categorias de base do Clube Futebol Andorinha de Santo António. Em 1995, Ronaldo assinou por um clube local, o Clube Desportivo Nacional, e após dois anos nas categorias de base do clube, foi jogar nas categorias de base do Sporting Clube de Portugal devido a uma dívida de 450 mil escudos do Clube Desportivo Nacional para com este clube.

### Sporting

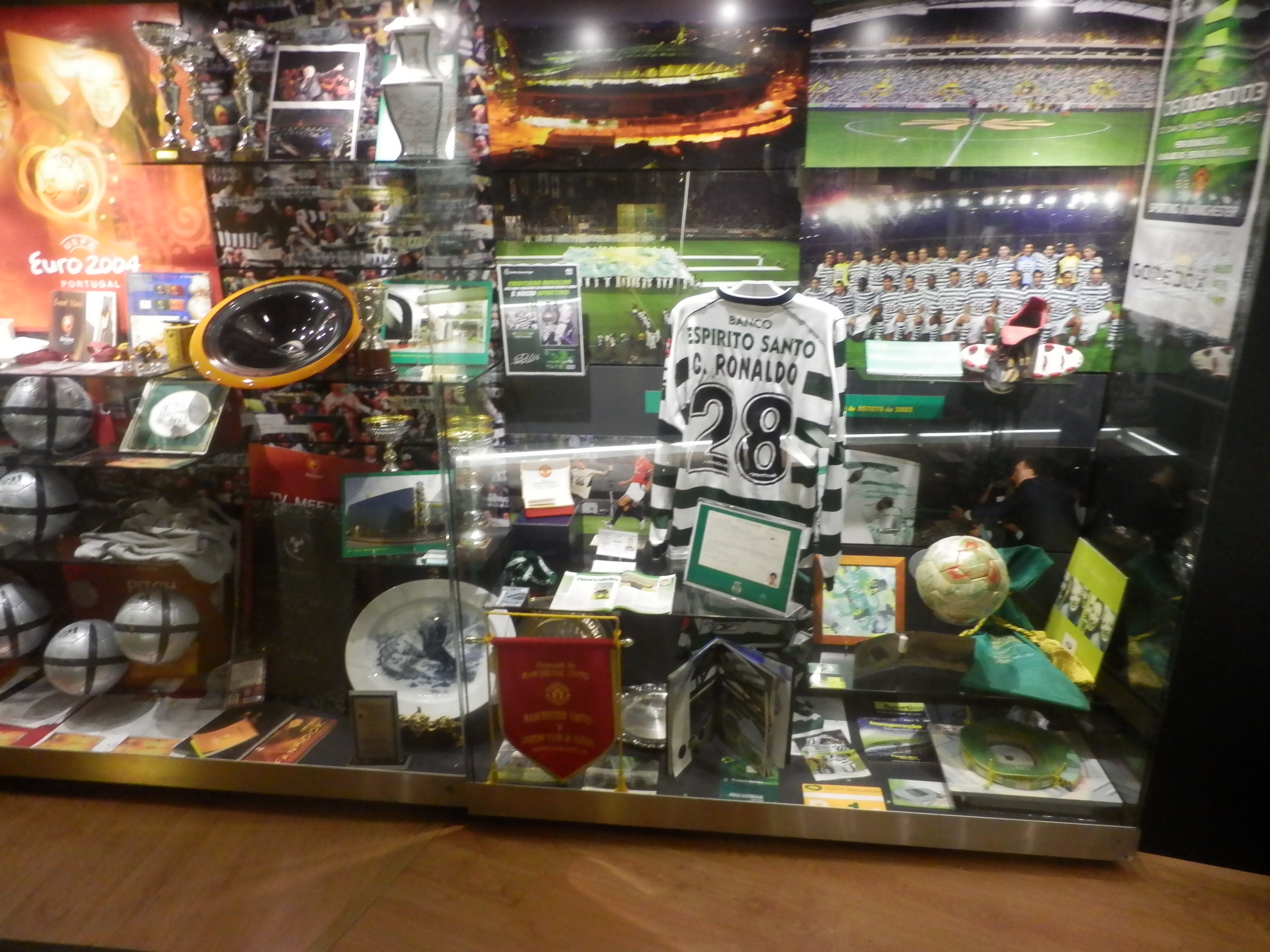
Memorial para Ronaldo no Museu do Sporting

Ronaldo juntou-se aos outros jovens jogadores do Sporting Clube de Portugal e conseguiu tornar-se no único jogador a ter jogado no Sporting sub-16, sub-17, sub-18, B, e na equipa principal, tudo numa só temporada. Ronaldo marcou dois golos pelo Sporting na sua estreia pela equipa principal contra o Moreirense, defendendo pela primeira vez Portugal no Campeonato Europeu Sub-17.
Quando Ronaldo tinha quinze anos, foi-lhe diagnosticado um problema no coração, uma condição que poderia tê-lo forçado a desistir de jogar futebol. O Sporting informou a mãe de Ronaldo, Maria Dolores Aveiro, do problema, a qual, ciente dos riscos, lhe deu autorização para ir ao hospital. Aí, foi submetido a uma operação na qual a área do coração que lhe estava a causar o problema foi cauterizada a laser. A cirurgia foi realizada no período da manhã e Ronaldo recebeu alta do hospital até ao final da tarde, retomando os treinos da equipa apenas alguns dias depois.
Ronaldo foi procurado primeiro pelo Arsenal, mas o técnico Arsène Wenger não chegou a um acordo com a direção do Sporting. No entanto, chamou a atenção de Alex Ferguson, então treinador do Manchester United, no verão de 2003, quando o Sporting derrotou o Manchester United por 3–1 na inauguração do estádio Alvalade XXI, em Lisboa. O desempenho de Ronaldo impressionou inclusive os jogadores do Manchester United, que no voo de volta a Inglaterra, pediram a Sir Alex Ferguson para o contratar para substituir David Beckham, que se transferira para o Real Madrid.
Em 2015, afirmou numa entrevista que ainda gostaria de ser campeão pelo Sporting.

### Manchester United

#### 2003–2006

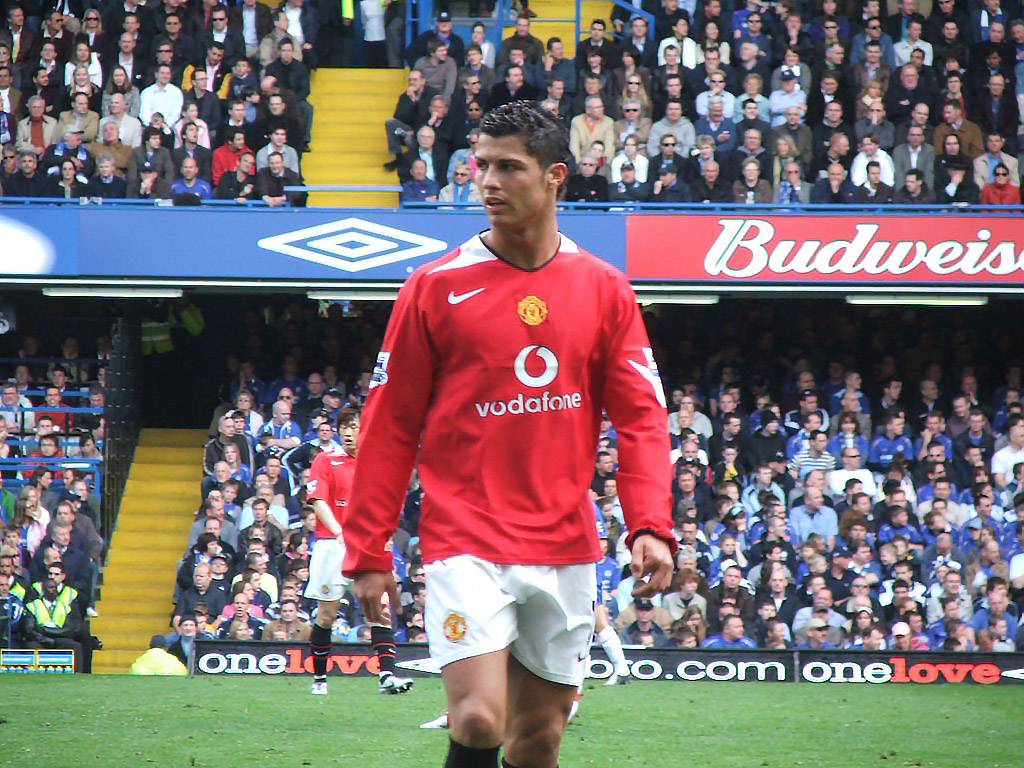
Ronaldo atuando numa partida contra o Chelsea, em abril de 2006.

O Manchester United contratou-o em 2003, por 15 milhões de euros, e renovou o vínculo no dia 13 de abril de 2007 até 2012. Ele pediu o número 28 (o seu número no Sporting), como ele não queria que a pressão de viver até a expectativa ligada à camisa número 7, que já havia sido usado por jogadores como George Best, Bryan Robson, Éric Cantona e David Beckham. "Depois que entrei, o gerente perguntou-me o número que eu gostaria. Eu disse 28. Mas Ferguson disse: 'Não, você vai ter o número 7", e o camisa famoso foi uma fonte extra de motivação. Era forçados a viver até uma honra".
Apesar de ser jovem ganhou no Manchester United vários títulos, como a Copa da Inglaterra 2003–04, a Copa da Liga Inglesa 2005–06, a Premier League 2006–07, a Supertaça de Inglaterra 2007, a Premier League 2007–08, a Liga dos Campeões 2007–2008, o Campeonato Mundial de Clubes da FIFA 2008, a Premier League 2008–09, a Taça da Liga 2008–09. Em 2008, o extremo tornou-se o segundo jogador a conquistar, na mesma temporada, o prémio de Melhor Jogador do Mundo da FIFA, a Bota de Ouro e a Bola de Ouro da revista France Football, um feito só realizado pelo avançado brasileiro Ronaldo, em 1997.
No dia 5 de junho de 2008, a Sky Sports informou que Ronaldo havia manifestado interesse em transferir-se para o Real Madrid. O Manchester United apresentou uma queixa de aliciamento do Real Madrid à FIFA a 9 de Junho, mas a FIFA recusou tomar qualquer decisão sobre o caso após o Real Madrid negar publicamente. A especulação de que uma transferência aconteceria no ano seguinte continuou até 6 de Agosto, quando Ronaldo confirmou que iria permanecer no Manchester United, por pelo menos mais um ano. No entanto, em Junho de 2009, o Manchester United permitiu que o jogador e o Real Madrid discutissem pormenores de contrato, uma vez que tinha aceite a proposta de compra.

#### 2006–2009

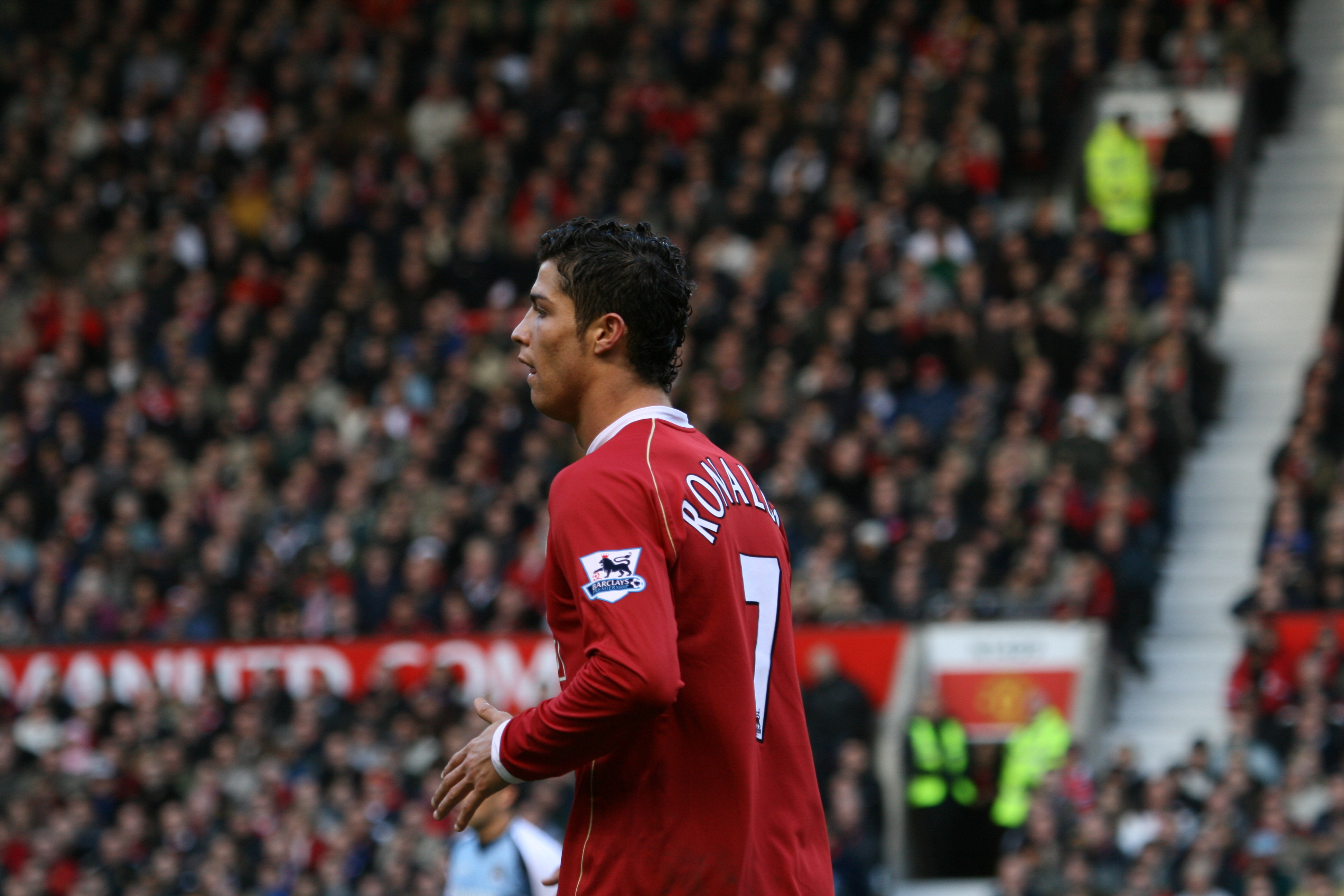
Ronaldo no United durante a temporada 2006–07

A temporada 2006–2007, provou ser o ano de Ronaldo, quando ele quebrou a barreira de 20 golos pela primeira vez e alcançou seu primeiro título da liga com o Manchester United.
Em novembro e dezembro de 2006, Ronaldo recebeu prémios consecutivos do Barclays Premier League, tornando-se apenas o terceiro jogador na história da Premier League a conquistar títulos depois de Dennis Bergkamp em 1997 e Robbie Fowler em 1996. Ele marcou seu golo 50.º pelo Manchester United contra o rival Manchester City em 5 de maio de 2007, temporada em que o United conquistou seu primeiro título da Liga Premier em quatro anos, e ele foi eleito para o seu segundo consecutivo FIFPro Player Special Jovem do Ano, no final do ano.
Apesar dos rumores que circulam em março de 2007 que o Real Madrid estava disposto a pagar um inédito 80 milhões de euros (54 milhões de libras esterlinas) por Ronaldo, ele assinou uma extensão de cinco anos, 120 mil libras esterlinas por semana com o United em 13 de Abril, fazendo dele o jogador mais bem pago na história da equipa.
Ronaldo acumulou uma série de prémios pessoais para a temporada. Ele ganhou o prémio de jogador do ano da PFA na opinião de jogadores, adeptos e de melhor jogador jovem da temporada, juntando-se Andy Gray (em 1977) como os únicos jogadores a receber esta honra. Em abril, ele ganhou o prémio de Melhor Jogador do Ano da FWA, tornando-se o primeiro jogador a ganhar todos os quatro principais prémios PFA e FWA. Ronaldo também foi um dos oito jogadores do Manchester United nomeados para a Equipa do Ano da Liga Premier da PFA de 2006–07.

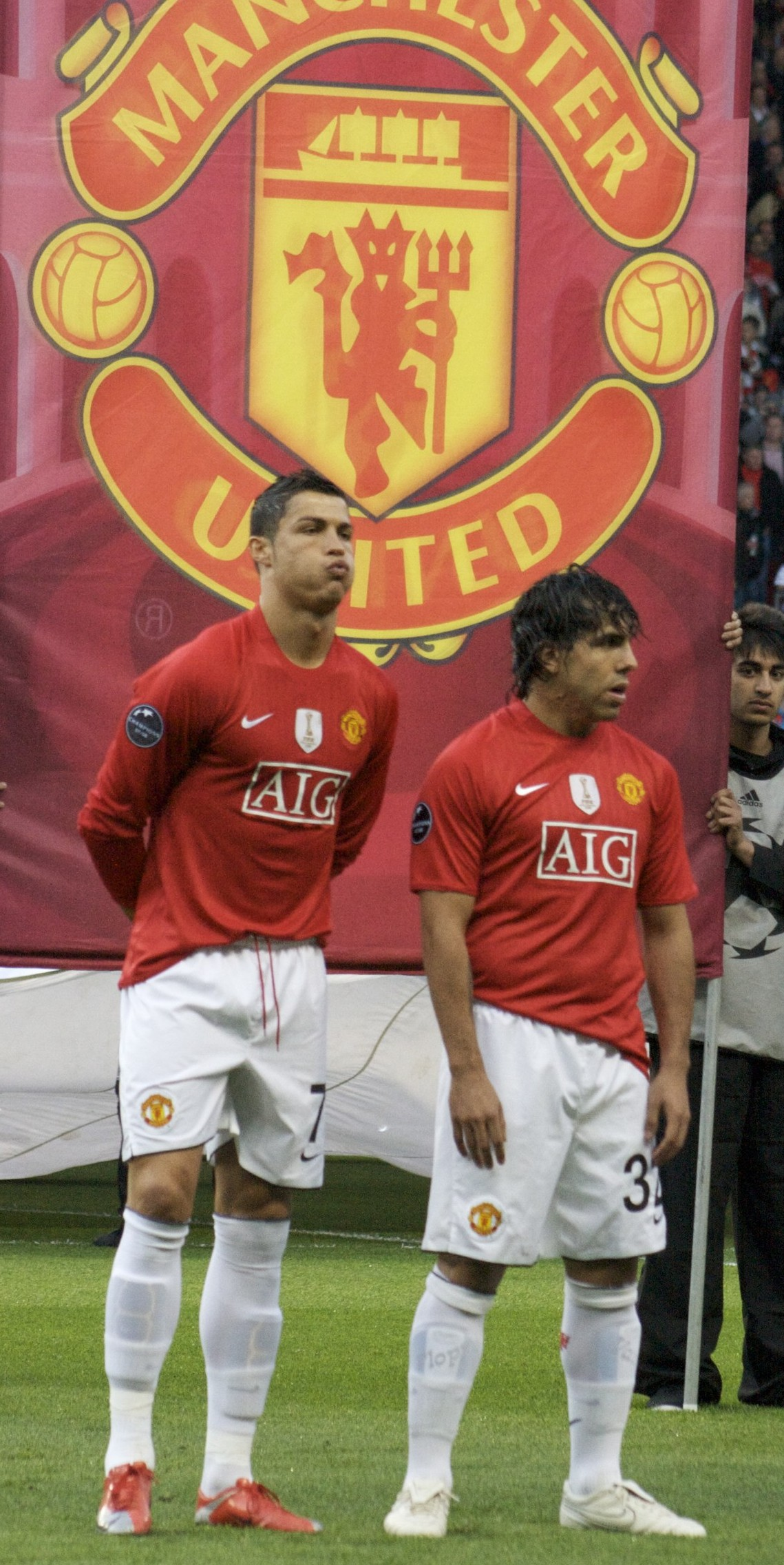
Ronaldo (à esquerda) ao lado de Carlos Tévez na Champions League.

Na temporada 2007–08, Ronaldo começou recebendo um cartão vermelho devido a uma cabeçada ao jogador Richard Hughes, do Portsmouth, durante o segundo jogo do Manchester United da temporada, após o qual foi punido com uma proibição de jogar durante três encontros. Ronaldo disse ter "aprendido muito" a partir da experiência e não deixar os jogadores o provocarem no futuro. Depois de marcar o único golo na Liga dos Campeões, num jogo fora contra o Sporting, Ronaldo também marcou o vencedor no prolongamento na segunda mão o Manchester United terminou sendo o primeiro do seu grupo da Liga dos Campeões.
Ele terminou perdendo para Kaká no Ballon d'Or de 2007, e foi o terceiro na disputa pelo prémio de Melhor Jogador do Mundo pela FIFA, atrás de Kaká e Lionel Messi.
Ronaldo marcou seu primeiro hat-trick pelo Manchester United na vitória por 6–0 contra o Newcastle United, no Old Trafford, em 12 de janeiro de 2008, trazendo o Manchester United até o topo da tabela da Premier League. Ele marcou o seu vigésimo terceiro golo na temporada, numa vitória por 2–0 contra o Reading, igualando o seu total para toda a temporada 2006–07. Durante um empate contra Lyon, no dia 20 de fevereiro, pela Liga dos Campeões da UEFA, um torcedor não identificado do Lyon apontou continuamente um laser verde a Ronaldo e ao seu companheiro Nani, o que levou a uma investigação por parte da UEFA. Um mês depois, a equipa do Lyon foi multada em 5 mil francos suíços devido ao incidente.
No dia 19 de março de 2008, Ronaldo foi o capitão do United pela primeira vez em sua carreira numa vitória em casa sobre o Bolton, marcando os dois golos na vitória por 2–0. O segundo golo era seu 33.º da campanha, que estabeleceu um novo recorde de golos marcados em uma única temporada por um meio-campo da equipa e, assim, superou George Best que havia marcado 32 golos na temporada 1967–68. Ronaldo marcou outra vez numa vitória por 4–0 sobre o Aston Villa no dia 29 de março, que na época marcou 35 golos em 37 partidas domésticas e europeias tanto como titular quanto suplente.
Na final da Liga dos Campeões de 2007–08, no dia 21 de maio, contra o rival Chelsea, Ronaldo marcou o primeiro golo aos de 26 minutos, o porém o Chelsea empataria aos 45 minutos e o jogo terminou 1–1, após prolongamento. Ronaldo nao conseguiu marcar nas grandes penalidades e o Chelsea esteve em posição de ganhar o troféu, mas John Terry também falhou, no que seria o golo da vitória da equipa londrina; com isso o United saiu vitorioso por 6–5 nos penáltis. Ronaldo foi nomeado pelos fãs o Homem do Jogo da UEFA, e encerrou a campanha com uma carreira de alto 42 golos contando em todas as competições, ficando quatro golos atrás da marca de Denis Law que marcara 46 na temporada 1963–1964. Na Liga dos Campeões, ele também foi nomeado melhor avançado e jogador do torneio e foi o melhor marcador da competição.
Ronaldo passou por uma cirurgia no tornozelo no Centro Médico Académico de Amesterdão, em 7 de Julho. Ele voltou à ação em 17 de Setembro num empate sem golos ante o Villarreal como suplente de Park Ji-sung, em partida válida pela fase de grupos da Liga dos Campeões. e marcou seu primeiro golo da temporada, em uma vitória de 3–1 ante o Middlesbrough pela terceira jornada da Taça da Liga, em 24 de setembro.
Numa vitória por 5–0 sobre o Stoke City, em 15 de novembro de 2008, Ronaldo marcou seus golos 100 e 101 em todas as competições pelo Manchester United, ambos de pontapés livres. Os golos também significavam que Ronaldo já havia marcado contra cada uma das outras 19 equipas da Premier League na época. Ele foi premiado com a Bola de Prata depois de terminar com dois golos, quando o United venceu o Mundial de Clubes em 19 de dezembro.
Em 8 de janeiro de 2009, Ronaldo machucou-se num acidente de carro com o seu Ferrari 599 GTB Fiorano num túnel ao longo do A538 perto de Manchester. Um teste do balão (alcoolímetro) deu resultado negativo aos polícias na cena da ocorrência, e ele participou em treinos mais tarde nessa mesma manhã. Quatro dias depois, tornou-se o primeiro jogador da Liga Premier a ser nomeado Melhor Jogador do Mundo da FIFA, além de ser o primeiro jogador português a ganhar o prémio desde Luís Figo, em 2001.
Ronaldo marcou o seu primeiro golo da temporada na Liga dos Campeões, e o primeiro desde a final contra o Chelsea, numa vitória por 2–0 sobre a Internazionale que enviou o Unites para os quartos-de-final. Na segunda mão contra o Porto, Ronaldo marcou o golo da vitória, de uma distância de 36 metros, quando o United avançou para as meias-finais. Com este golo, Ronaldo tem a distinção de ser o primeiro jogador a ganhar o Prémio Puskás da FIFA, em 2009, uma honraria entregue pela FIFA para o golo mais bonito do ano. Mais tarde, ele afirmou que esse havia sido o golo mais bonito que ele já marcou. Ronaldo participou na sua segunda final da Champions League consecutiva, mas teve pouco impacto na derrota do United 2–0 para o Barcelona. Ele terminou com 53 partidas jogadas em todas as competições, quatro a mais do que o ano anterior, mas marcou 16 golos a menos que na temporada anterior.
Em 11 de Junho, o Manchester United aceitou uma oferta de 80 milhões de libras esterlinas do Real Madrid por Ronaldo depois de ter sido revelado que ele também tinha expressado seu desejo de deixar o clube. A venda foi confirmada por um representante da família Glazer que a venda foi totalmente aceita por Ferguson. Quando Ronaldo tinha finalmente completou sua transferência para o Real, ele expressou sua gratidão para com Ferguson por ajudá-lo a desenvolver-se como um jogador, dizendo:
| “ | Ele tem sido meu pai no desporto, um dos fatores mais importantes e mais influentes na minha carreira. | ” |

### Real Madrid

#### 2009–10

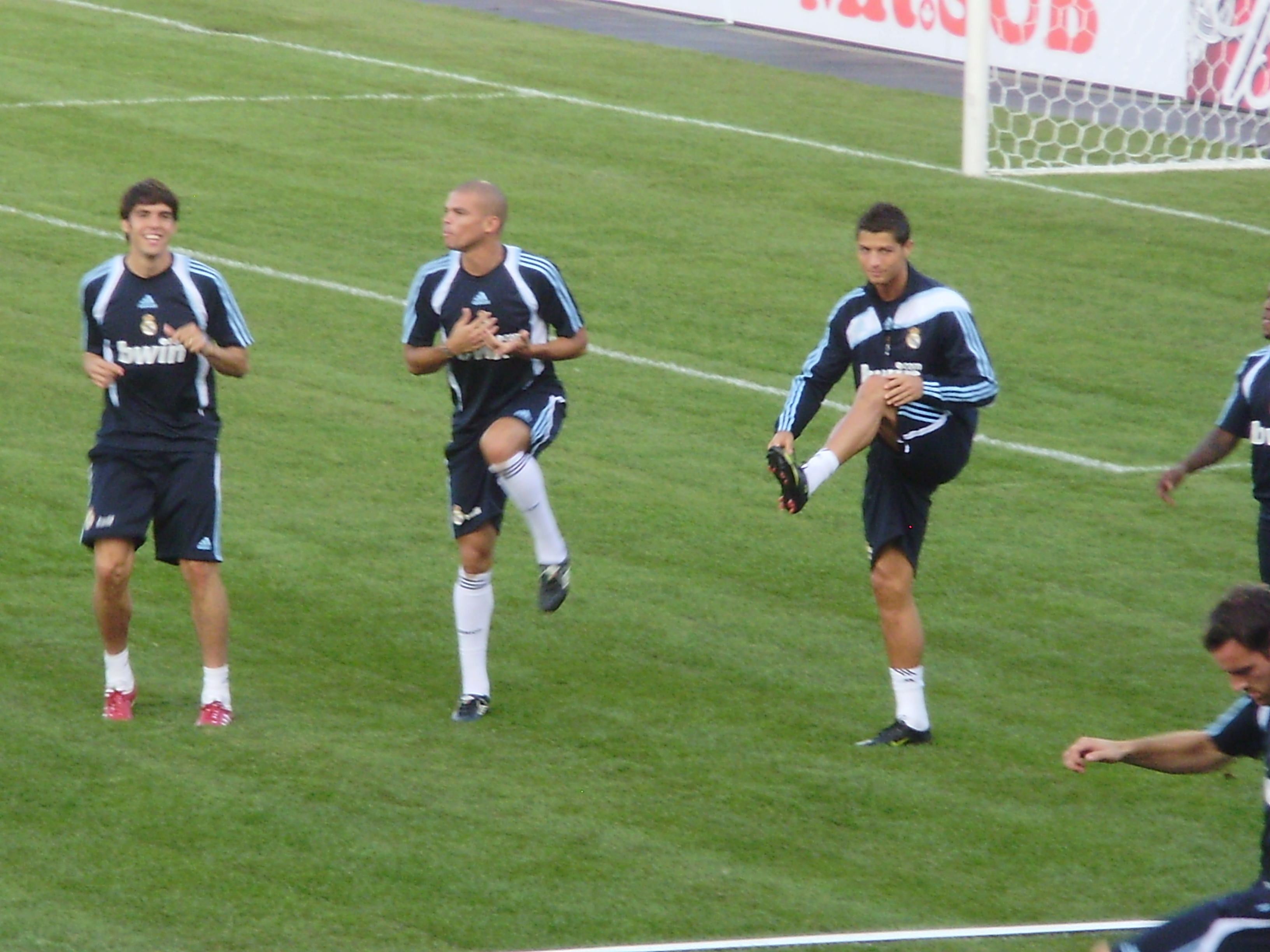
Kaká (esquerda), Pepe (centro) e Cristiano Ronaldo (direita) num treino da temporada 2009–10.

Depois de muitas especulações, o Real Madrid chegou a acordo com o Manchester United para a transferência do então melhor jogador do mundo em 2009, pela quantia anunciada de 94 milhões de euros a 11 de junho de 2009. O jogador tornou-se, deste modo, a mais cara contratação da história do futebol mundial até então, superando os valores da contratação de Zinédine Zidane, também pelo Real Madrid. A sua contratação foi a segunda a ser anunciada pelo Real Madrid para a disputa da temporada 2009–2010 (a primeira havia sido de outra estrela do futebol mundial, a do brasileiro Kaká). Os especialistas da área começaram a discutir duas questões polémicas: a primeira era como seria o relacionamento de tantos craques e se o excesso de vaidade não poderia atrapalhar o desempenho da equipa, como aconteceu na primeira fase galáctica do Real Madrid, que contava com craques como: Ronaldo, Raúl, Zinédine Zidane, Roberto Carlos, Luís Figo, David Beckham, entre outros. A segunda delas e a mais polémica era se realmente um jogador de futebol valia tanto dinheiro. À equipa ainda foram adicionados outros grandes nomes, como o espanhol Xabi Alonso, que atuava pelo Liverpool, da Inglaterra, e o jovem avançado francês Karim Benzema que jogava no Lyon. Sua apresentação oficial veio a ocorrer em 6 de julho de 2009 diante de um público de cerca de 80 000 adeptos no Estádio Santiago Bernabéu, considerado um recorde para uma apresentação de um futebolista.
No dia 28 de julho, o jogador galáctico marcou o seu primeiro golo pela equipa "merengue" na vitória por 4–2 à LDU na Taça da Paz (competição amigável). No dia 29 de agosto, Ronaldo coroou a sua estreia na Liga com um golo, marcando o segundo do Real Madrid de penálti em casa, contra o Deportivo La Coruña (o Real Madrid venceria por 3–2). A 15 de setembro, Ronaldo marcou os seus primeiros golos na Liga dos Campeões, ambos de bola parada, contra o Zurique, numa vitória por 5–2. Bateu um recorde do Real Madrid quando marcou num jogo para o campeonato contra o Villarreal, tornando-se assim no primeiro jogador a marcar nas suas primeiros quatro presenças na Liga.

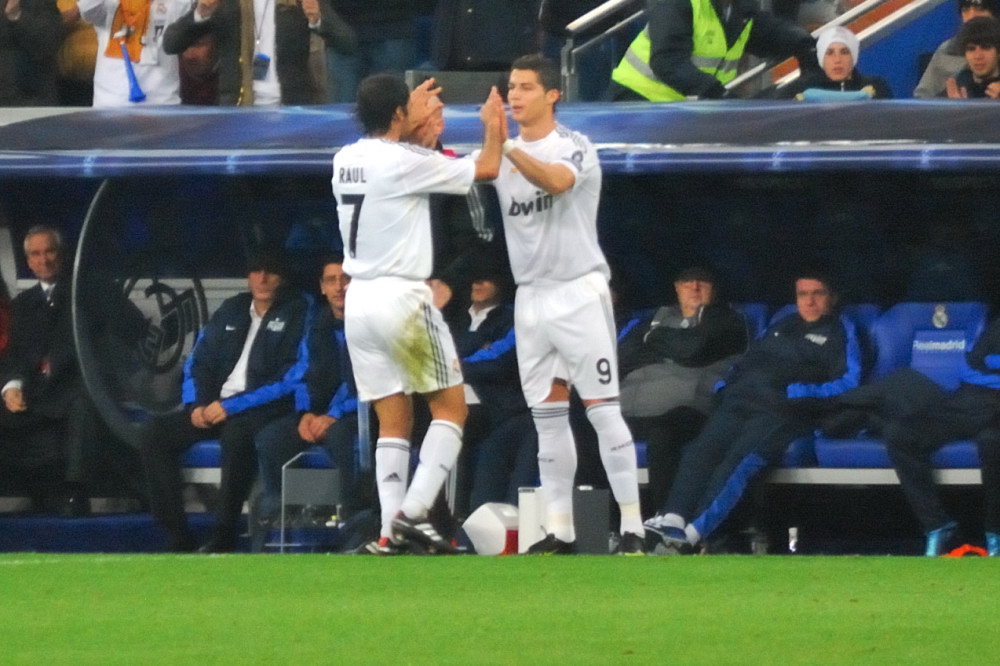
Ronaldo e Raúl (novembro de 2009)

Sofreu uma lesão no tornozelo no dia 10 de outubro, enquanto estava no jogo internacional por Portugal contra a Hungria, ficando lesionado até 25 de Novembro, o que fez com que perdesse o jogo da fase de grupos da Liga dos Campeões contra o Milan. Ronaldo fez o seu primeiro jogo pós-lesão numa derrota por 1–0 no clássico contra o Barcelona, a 29 de novembro. A 6 de dezembro, foi expulso pela primeira vez na sua carreira na vitória do Real Madrid por 4–2 contra o Almería, num jogo em que falhou um penálti, mas também marcou um golo. Recebeu o primeiro amarelo por tirar a camisola durante a comemoração de um golo, e o segundo depois de pontapear um adversário três minutos mais tarde. Não atuou pelo Real Madrid na Liga contra o Valencia, devido à suspensão. Depois de ter regressado da suspensão, marcou um belo golo na vitória por 6–0 no Santiago Bernabéu contra o Zaragoza, na 15.ª jornada do campeonato espanhol. Na 23.ª jornada do campeonato espanhol, marcou um golo na vitória contra o Villarreal no Santiago Bernabéu por 6–2, e com decisiva participação nos outros golos. No campeonato espanhol marcou, na primeira época, 26 golos, sendo sempre muito decisivo e participativo nas vitórias do Real Madrid, apesar de ter acabado a temporada em segundo lugar. Ajudou o seu clube a passar aos oitavos de final da Liga dos Campeões, onde marcou sete golos na competição, acabando o Real Madrid por ser eliminado nesta mesma fase da Liga dos Campeões pelo Olympique Lyonnais. Ronaldo acabou o ano de 2010 com uma média de golos de 46, após 48 jogos realizados, o que dá uma média de 0,95 golos por jogo.

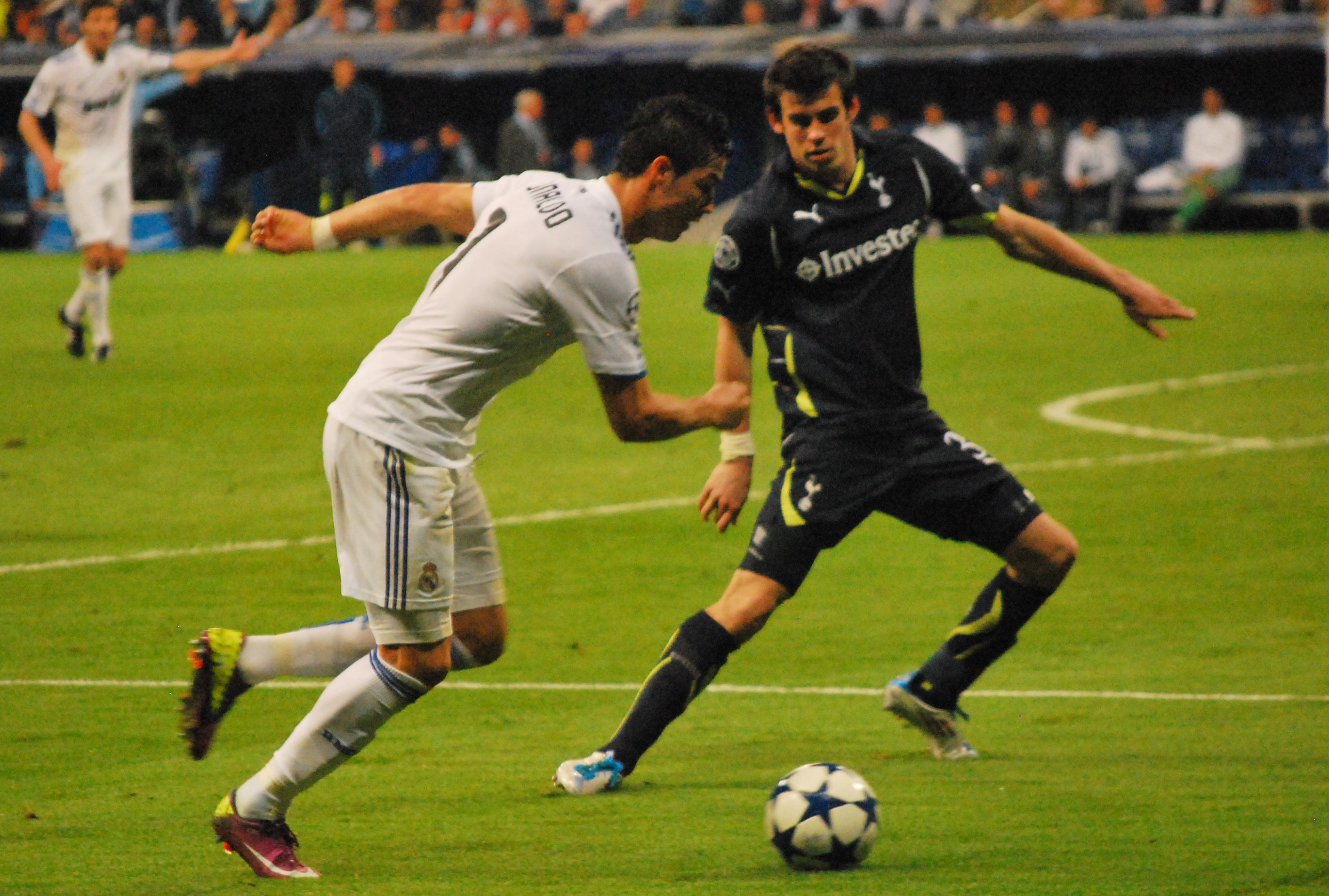
Ronaldo em partida da Liga dos Campeões da UEFA de 2010–11, contra o Tottenham.

#### 2010–11
No dia 15 de maio de 2011, Ronaldo tornou-se no maior marcador numa temporada na história do Real Madrid com 53 golos, superando o recorde anterior de 49 golos de Ferenc Puskás. Ronaldo superou o recorde de maior número de golos marcados numa temporada na Liga, com 40 golos, superando a marca de Telmo Zarra (38 golos), de 1951, e a marca de Hugo Sánchez (38 golos), de 1990, com o jornal desportivo Marca a entregar-lhe oficialmente o troféu Pichichi (maior goleador da Liga), alegando que marcou 41 golos (o jornal desportivo Marca atribuiu-lhe um golo que a Liga atribuiu a Pepe num jogo contra a Real Sociedad).

#### 2011–12
Ronaldo ficou em terceiro lugar na eleição de melhor futebolista a jogar na Europa na temporada de 2010–11, atrás de Lionel Messi e de Xavi Hernández, e em segundo lugar na atribuição da Bola de Ouro da FIFA de 2011, atrás de Lionel Messi e à frente de Xavi Hernández.
No dia 31 de Março de 2012, Ronaldo chegou aos 133 jogos com a camisola do Real Madrid frente ao Osasuna e marcou um golo, fazendo com que chegasse aos 133 golos com uma média de um golo por jogo.
Ronaldo acabou esta época com 46 golos (batendo o seu recorde anterior de 40 golos numa só edição do campeonato) no campeonato e 60 em todas as competições (batendo o seu recorde anterior de 53 golos em todas as competições), ambos recordes pessoais.

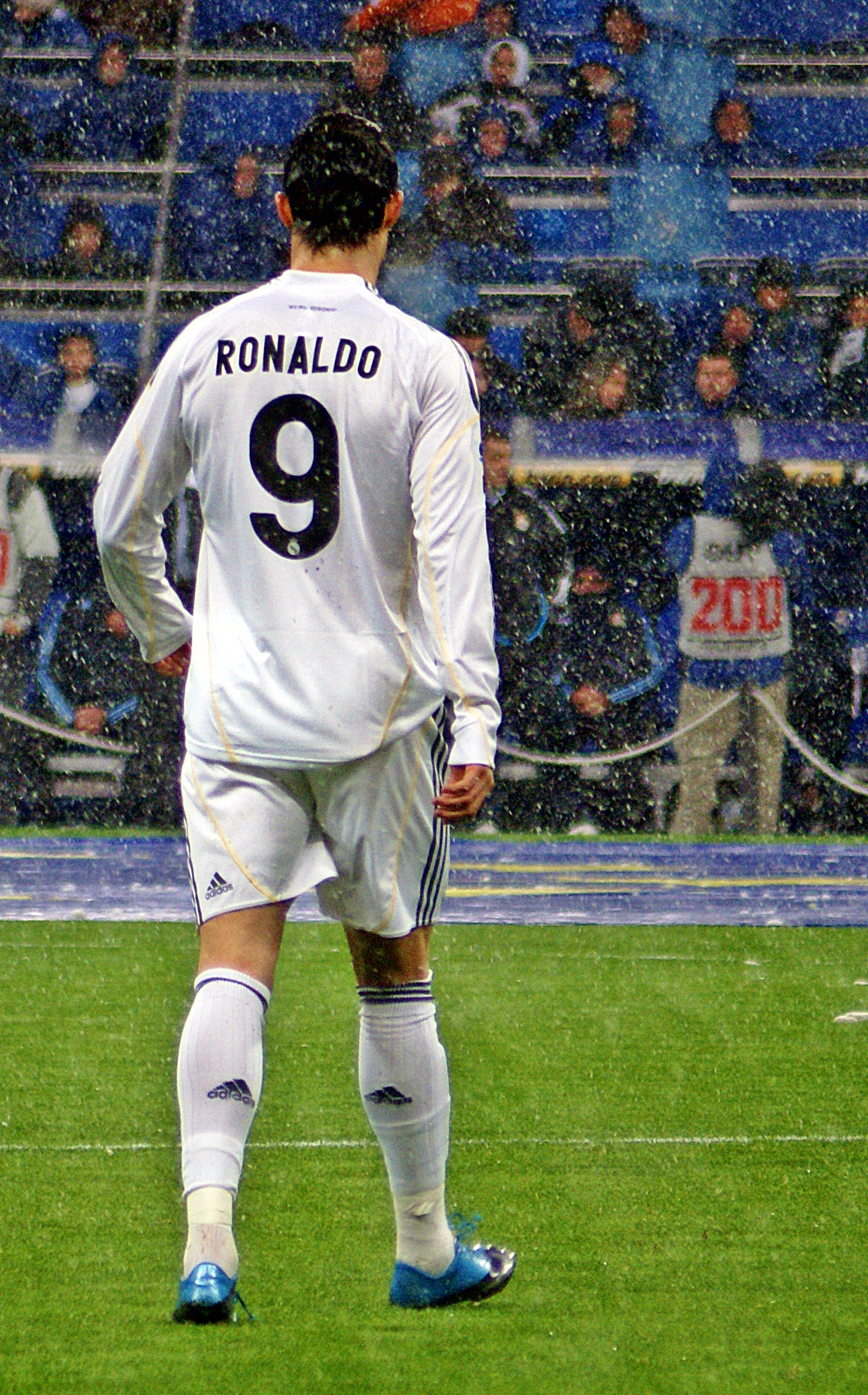
Como seu clássico número 7 não estava disponível, Ronaldo ocupou o 9 em sua primeira temporada na Espanha

#### 2012–13
O jornal As informou que o presidente Sheikh Mansour, do Manchester City, fez uma oferta por Ronaldo de 200 milhões de euros no verão. O acordo teria sido jogador de futebol mais bem pago do mundo Ronaldo, com um salário que seria em torno de 20 milhões de libras esterlinas por ano. No entanto, o presidente do Real Madrid Florentino Pérez recusou, que apontou a cláusula de contrato de Ronaldo de 1000 milhões de euros.

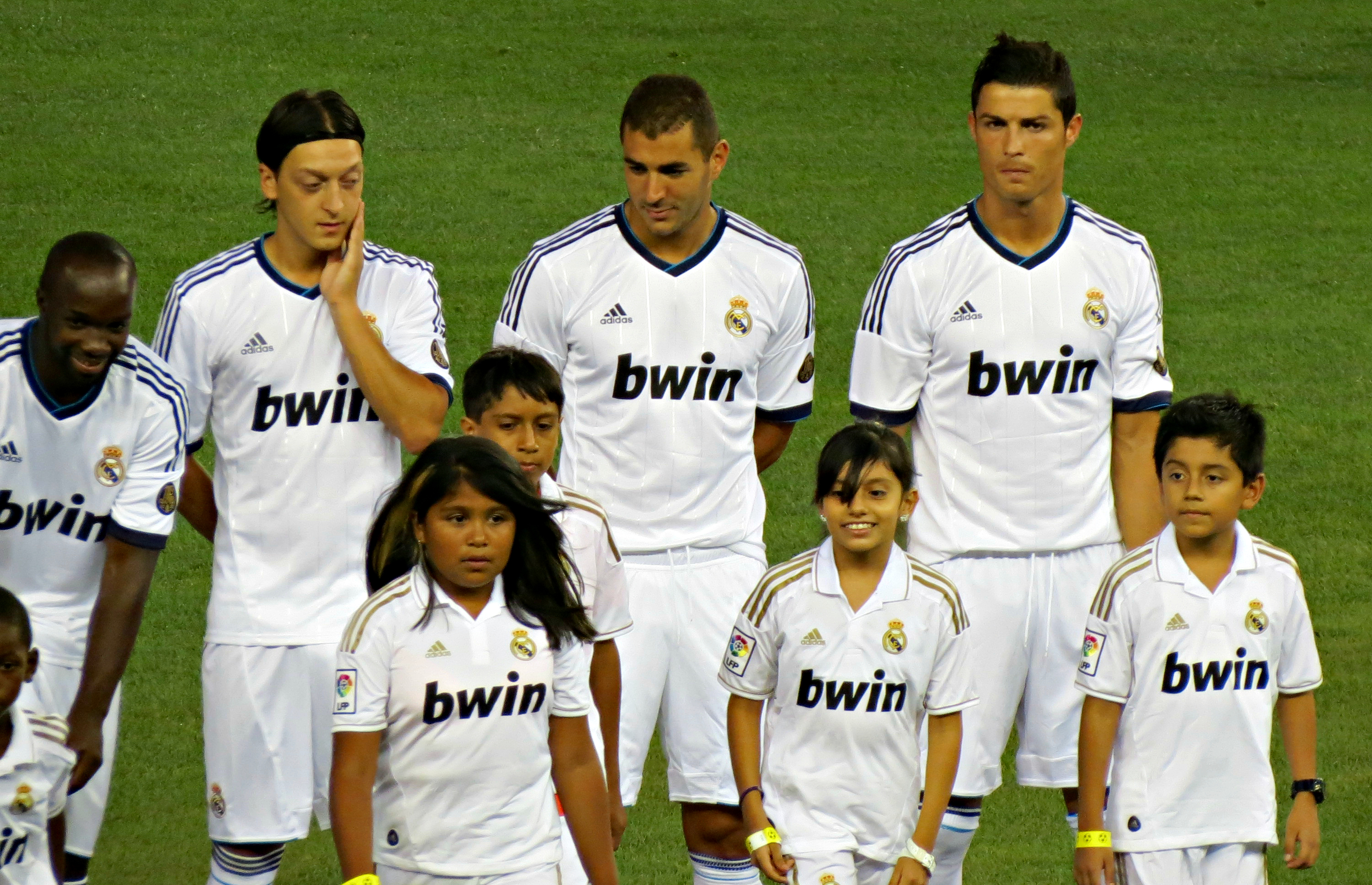
Ronaldo em 2012, ao lado de Karim Benzema, Mesut Özil e Lassana Diarra

A temporada de 2012, começou da melhor forma para Ronaldo, ao vencer a Supertaça da Espanha frente ao Barcelona. Com dois golos em Camp Nou, na 1.ª mão (Barcelona 2–2 Real Madrid) e com outros dois golos em Bernabéu, na 2.ª mão (Real 2–1 Barcelona), Cristiano ganhou mais um título em Espanha.
Ronaldo ficou em segundo lugar na premiação da Bola de Ouro da FIFA de 2012, atrás de Lionel Messi e à frente de Andrés Iniesta, e em segundo lugar empatado com Messi na eleição de melhor futebolista a jogar na Europa, atrás de Iniesta.
Marcou três golos em 9 de janeiro, contra o Celta de Vigo pelo segundo jogo da Taça do Rei da Espanha. O primeiro jogo foi vencido pelo Celta por 2–1. Marcou de novo três golos agora contra o Getafe a 27 de janeiro, numa vitória por 4–0.[carece de fontes?] Com golos aos 62, 65 e o último de penálti aos 72 minutos. Estes golos frente ao Getafe, permitiram a Ronaldo ultrapassar a marca dos 300 golos por todos os clubes que já passou.

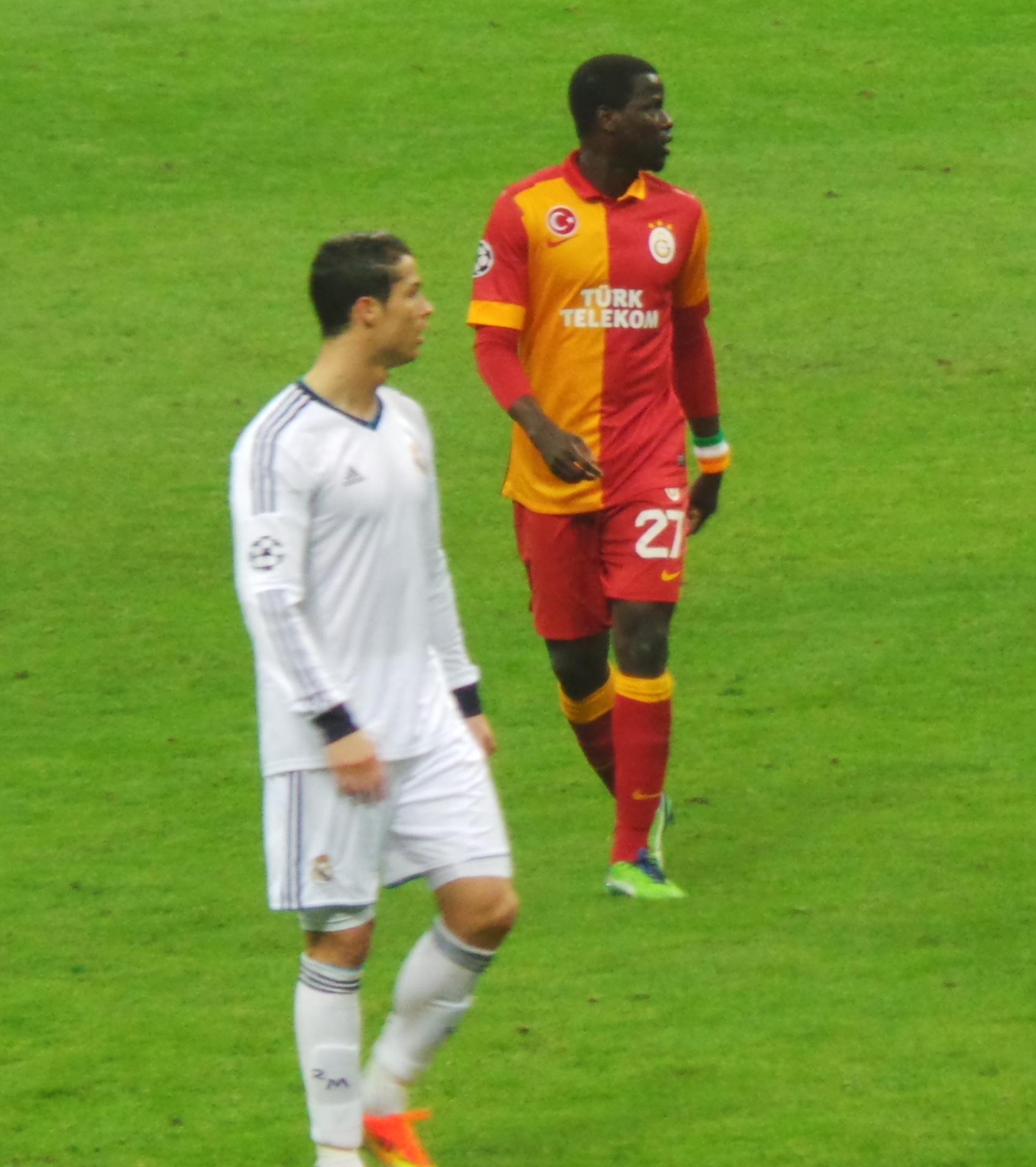
Ronaldo num jogo contra o Galatasaray que sua equipa perdeu por 3–2 na Liga dos Campeões da UEFA.

Em 2 de fevereiro, acabou fazendo o golo contra que deu a derrota à sua equipa por 1–0 contra o Granada fora de casa. Já no dia 9 de fevereiro, marcou três golos contra o Sevilla e saiu de campo aplaudido pelos torcedores do Real Madrid. O português voltou a balançar as redes no empate de 1–1 contra o Manchester United, no Estádio Santiago Bernabéu, em jogo válido pelos oitavos-de-final da Liga dos Campeões da UEFA. E ajudou a sua equipa a virar o jogo por 2–1 sobre o Deportivo La Coruña fora de casa. Teve grande atuação ao marcar dois golos contra o Barcelona e ajudar a sua equipa a classificar-se para a final da Copa do Rei, sendo fundamental na vitória por 3–1, fora de casa. No dia 3 de março, foi dito que Cristiano Ronaldo aceitaria diminuir seu salário para retornar ao United segundo o jornal The Sun. A publicação revela que Ronaldo aceitaria uma redução no seu salário para retornar ao Manchester United. Nem sequer uma proposta milionária do Paris Saint-Germain, que estaria disposto a pagar cerca de 130 milhões de libras esterlinas, faria o avançado mudar os seus planos. Em 5 de março, Cristiano Ronaldo fez o golo que eliminou o seu ex-clube da Liga dos Campeões, vencendo o jogo por 2–1 fora de casa.[carece de fontes?] Marcou os dois golos que deram a vitória do Real Madrid sobre o Celta de Vigo por 2–1 fora de casa em 10 de março. Na virada do Real Madrid por 5–2 sobre o Mallorca fez um dos golos da virada em 16 de março.[carece de fontes?] Fez o golo no empate do Real Madrid com o Real Zaragoza em 30 de março, por 1–1, atingindo a marca de 140 golos no campeonato espanhol desde 2009. Fez o primeiro dos três golos na vitória sobre o Galatasaray em 3 de abril, pela Liga dos Campeões da UEFA. Marcou um golo na vitória de virada contra o Levante por 5–1 no Santiago Bernabéu. Fez o dois golos na derrota para o Galatasaray por 3–2 pela Liga dos Campeões da UEFA em 9 de abril, conquistando a classificação após vencer a primeira mão por 3–0 dentro de casa.[carece de fontes?] Chegou às meias-finais sendo o melhor marcador da equipa quanto na UEFA Champions League com 11 golos. Marcou o seu 197.º golo pelo Real Madrid contra o Athletic Bilbao na vitória por 3–0 em 14 de abril, faltando apenas três golos para a marca de 200. Nas meias-finais sua equipa perdeu por 4–1 na Alemanha para o Dortmund com quatro golos de Robert Lewandowski em 24 de abril, pela Liga dos Campeões da UEFA. No entanto, na partida seguinte perdeu a classificação depois da sua equipa abrir o marcador em 2–0, mas ficar 4–3 no agregado.
Já no dia 4 de maio, contra o Valladolid, Cristiano Ronaldo chegou a marca de 200 golos pelo Real Madrid, numa vitória por 4–3 no Santiago Bernabéu. Fez mais um golo em 8 de maio de 2013, na goleada por 6–2 contra o Málaga, ficando a oito golos para igualar a marca do mexicano Hugo Sánchez.[carece de fontes?]
Na final da Copa do Rei, começou marcando o primeiro golo da equipa fazendo 1–0 em cima do Atlético de Madrid mas no final da partida ele e José Mourinho foram expulsos quando o placar estava 2–1 para o rival e acabou perdendo o jogo e o título. Ronaldo decidiu fazer exigências que estavam fora dos preços do mercado para forçar o Real Madrid a vendê-lo ao final da temporada europeia. O português pediu ao Real Madrid a devolução de seus direitos de imagem, consciente de que era algo impossível para o clube cumprir (algo que foi negado para David Beckham e Kaká), além de receber 15 milhões de euros livres de impostos. Segundo a legislação espanhola, as rendas superiores a 300 mil euros anuais devem pagar 56% de impostos na Catalunha e 52% na Comunidade de Madrid. Isto significa, no caso do português, que o Real precisaria desembolsar anualmente 31,25 milhões de euros para livrar o jogador dos impostos. Cristiano Ronaldo se reuniu com o clube no início da temporada para comunicar seu desejo de renovar somente com um polpudo aumento, além de ter informado o interesse de outros clubes (como PSG e Manchester United) no seu futebol. A resposta que o português obteve foi que só seria negociado "se o dinheiro fosse usado para contratar Messi". Por conta disso, o astro passou a manifestar sua "tristeza", facto que aumentou a cisão entre o técnico José Mourinho e a diretoria. O jogador português, então, tomou decisão de deixar o Real Madrid ao final de seu contrato, em junho de 2015, para forçar sua venda no próximo verão europeu, antes da Taça do Mundo. O problema é que Florentino Pérez, o presidente do Real, que viria a ser reeleito nos próximos meses, se veria obrigado a negociá-lo para não perdê-lo de graça. Cristiano deixou claro que seu destino será o Manchester United, e o Real, ciente da possibilidade da saída, aproveitou para entrar novamente na disputa com o Barcelona pelo acerto com Neymar.

#### 2013–14

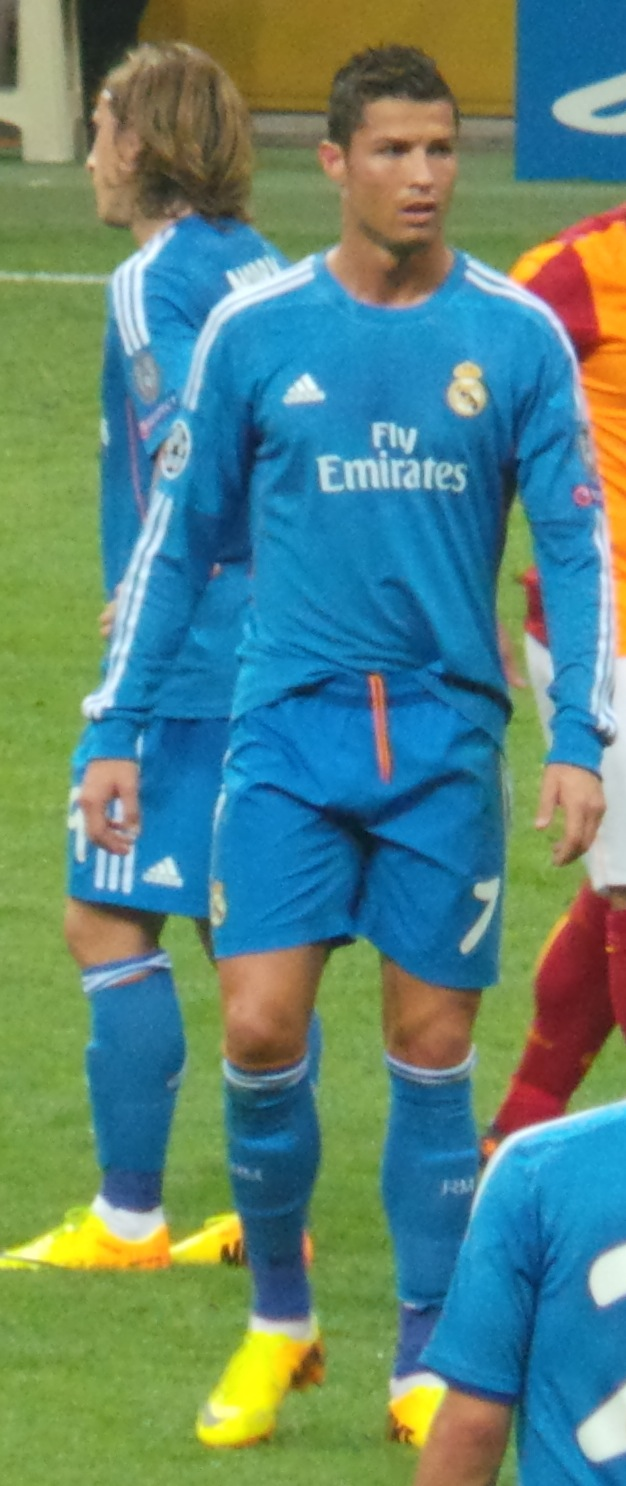
Cristiano Ronaldo em uma partida contra o Galatasaray

Após o treinador José Mourinho sair do Real Madrid, o mesmo criticou Ronaldo dizendo: acha que sabe tudo, e no dia 7 de junho de 2013, segundo a publicação da agência EFE, Cristiano Ronaldo perguntou "você acha que estou preocupado com isso” quando questionado sobre Mourinho. O jogador acrescentou que “estou preocupado com a seleção, isso é o que mais importa". "A opinião dos outros…", completou, entre risos, diante da insistência dos jornalistas.
No dia 15 de setembro de 2013, Cristiano Ronaldo renovou seu vínculo até 2018, em meio de especulações duma possível saída do Real Madrid. Em janeiro de 2014, foi premiado pela segunda vez na sua vida com a Bola de Ouro da FIFA e voltou a ser eleito o melhor jogador do mundo, interrompendo a sequência do argentino Lionel Messi. Ronaldo chegou a emocionar-se a receber o prémio que foi entregue pelo ex-jogador Pelé.
| “ | Primeiramente eu quero agradecer a todos os meus companheiros de clube e seleção. Sem o esforço deles nada disso teria sido possível. Estou muito feliz, é muito difícil ganhar esse prémio. Tenho de agradecer a todo mundo que esteve envolvido comigo pessoalmente. Minha esposa, meus amigos, meu filho. Queria também mencionar os nomes de Eusébio e Madiba (Nelson Mandela), pessoas muito importantes para mim. É um momento muito emocionante. Tudo o que eu posso dizer é obrigado. | ” |

Na segunda mão contra o Bayern de Munique em partida válida pelas meias-finais da Liga dos Campeões da UEFA, Cristiano Ronaldo bateu um recorde e tornou-se o melhor marcador de sempre de uma só edição do torneio, após marcar duas vezes contra a equipa alemã na vitória por 4–0, sendo um deles numa bela cobrança de falta por baixo da barreira, e garantindo vaga na final da competição em Lisboa. Na final da Liga dos Campeões, Ronaldo não chegou ter tanto destaque na partida mas fez o quarto golo de penálti e o seu décimo sétimo numa única edição da Liga sendo esse o recorde de todos os tempos na virada por 4–1 em cima do rival Atlético de Madrid, assim conquistando a décima taça para o Real Madrid.

#### 2014–15
Na sua primeira partida na temporada, um amigável contra o Manchester United, Ronaldo não teve muito destaque devido a ter entrado perto do fim do jogo, e não conseguiu evitar a derrota por 2–1. O jogo foi marcado pela maior média de público numa partida de futebol nos Estados Unidos, com cerca de 109 mil pessoas presentes no Michigan Stadium. Contra o Sevilla, na Supertaça da UEFA, Cristiano Ronaldo foi destaque do jogo por marcar os dois golos na vitória por 2–0 e mostrando sua fama de carrasco do Sevilla. Com esses dois golos, Cristiano Ronaldo ultrapassou o argentino Lionel Messi, tornando-se no segundo maior melhor marcador em competições europeias, com 70 golos. Voltou a marcar em outro amigável, dessa vez contra a Fiorentina, mas o Real Madrid acabou perdendo por 2–1.
Na sua primeira partida na Liga dos Campeões na temporada, Ronaldo marcou na goleada por 5–1 diante do Basel, da Suíça. Com este golo, Ronaldo ficou a cinco golos de se tornar o maior melhor marcador de todas as competições europeias. Contra o Deportivo, Cristiano Ronaldo marcou três golos na goleada por 8–2 em partida válida pela La Liga. Dias depois, marcou quatro golos na vitória do Real Madrid por 5–1 sobre o Elche, de virada, pelo Campeonato Espanhol.
No dia 9 de dezembro de 2014 contra o Ludogorets, Ronaldo chegou à marca de 72 golos em competições europeias e passando do avançado Raúl, tornando-se no segundo maior melhor marcador da história em competições europeias, ficando só atrás do argentino Lionel Messi. Na ocasião, o Real Madrid goleou a equipa da Bulgária por 4–0 e garantiu o 100% de aproveitamento na primeira fase da Liga dos Campeões da UEFA.
Em 20 de dezembro, foi campeão pela segunda vez do Mundial de Clubes, que foi disputado no Marrocos. Ronaldo acabou por não marcar nenhum golo durante a competição, mas recebeu a Bola de Prata como melhor segundo jogador do Mundial.

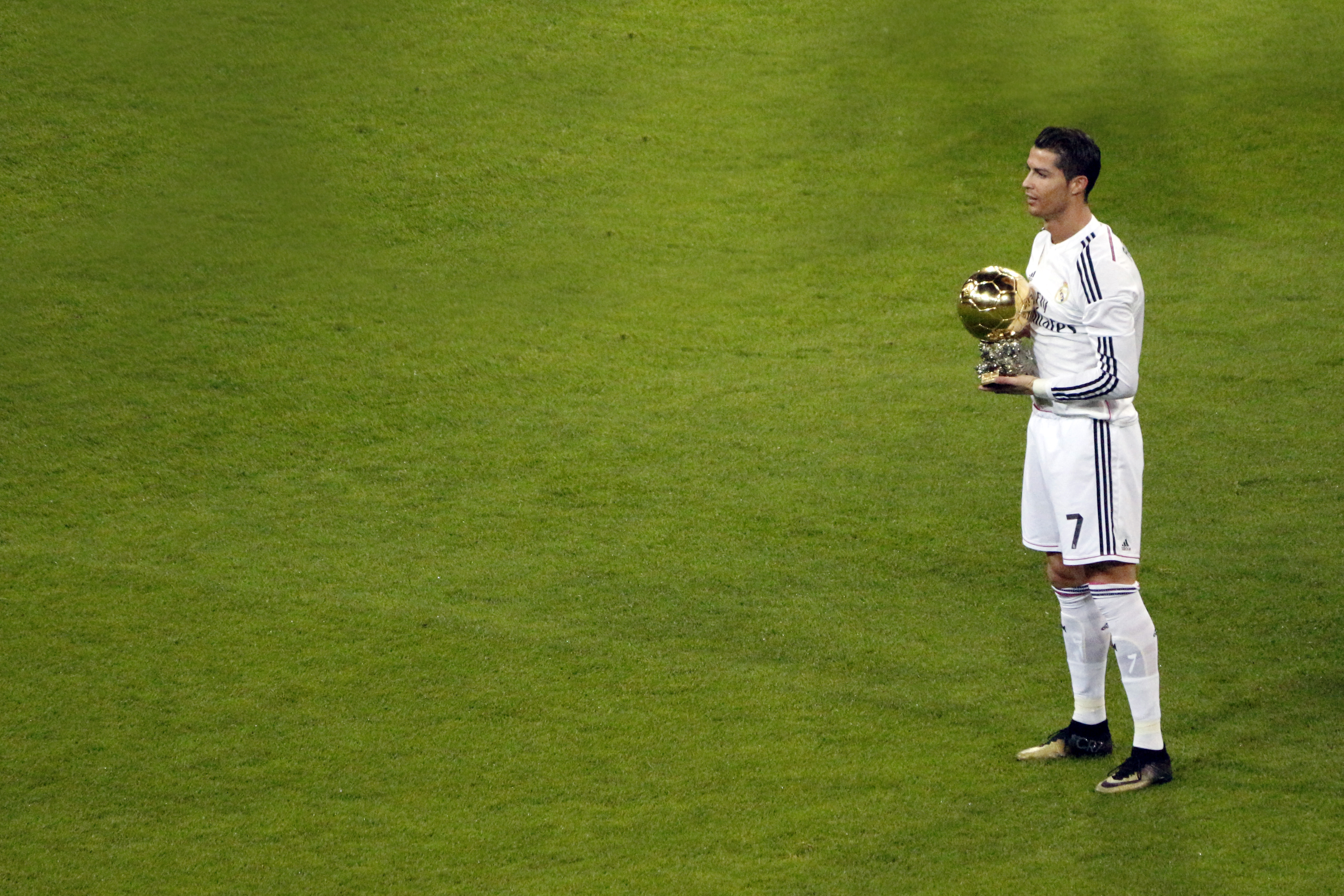
Cristiano Ronaldo com a Bola de Ouro de 2014 diante da torcida no Estádio Santiago Bernabéu.

Em janeiro de 2015, foi premiado pela terceira vez na sua carreira com a Bola de Ouro da FIFA, vencendo o guarda-redes alemão Manuel Neuer e o argentino Lionel Messi.
| “ | Tenho que agradecer a todos aqueles que votaram em mim. Ao meu treinador, aos meus companheiros, ao meu presidente, a toda a massa associativa do Real Madrid. Foi um ano inesquecível, para mim, a nível colectivo, a nível pessoal. Como devem calcular, ganhar um troféu com esta dimensão é único. Estou muito feliz. Isto vai-me dar motivação para continuar a trabalhar da mesma forma que tenho feito até agora. Tentar ganhar mais títulos, colectivos e individual [sic]. Obrigado à minha mãe, ao meu filho, aos meus irmãos. Ao meu pai que está lá em cima a me ver [sic]. A todas aquelas pessoas que me ajudaram a ser cada vez melhor, dia após dia. À Selecção de Portugal, a todos os Portugueses em especial. É um momento inesquecível na minha carreira, nunca pensei ganhar três vezes esta bolinha. Mas espero não parar por aqui. Espero apanhar o Messi, já para a próxima época. Sei que não é algo que... que eu não durma por isso, mas é algo que eu tenho ambição; como disse muitas vezes, quero entrar para a história do futebol como o melhor. Dia após dia, faço o meu caminho: com os títulos, individuais e colectivos, vou conseguir. Obrigado a todos. | ” |

No dia 24 de janeiro, diante do Córdoba, Ronaldo acabou por receber o seu nono cartão vermelho na carreira, após dar um pontapé no lateral brasileiro Edimar, tendo por isso sido penalizado com uma suspensão por dois jogos. Não obstante, o Real Madrid venceu o jogo por 2–1. No dia 18 de fevereiro, diante do Schalker 04 na primeira mão válida pela Liga dos Campeões da UEFA, Cristiano Ronaldo voltou a marcar após dois jogos. Na ocasião, a equipa merengue venceu por 2–0. Na segunda mão, o astro português marcou dois golos, mas não evitou a derrota por 4–3 para a equipa alemã em pleno Santiago Bernabéu. Mesmo com a derrota, o Real Madrid classificou-se para a próxima fase. Com esses dois golos, Ronaldo tornou-se o maior melhor marcador de competições europeias com 78 golos, ultrapassando o argentino Lionel Messi.
Diante do Granada, marcou cinco golos num jogo pela primeira vez na carreira; na ocasião, o Real Madrid goleou por 9–1, em partida válida pela La Liga. No dia 8 de abril, Cristiano Ronaldo chegou a marca de 300 golos pelo Real Madrid na vitória por 2–0 diante do Rayo Vallecano em partida válida pela La Liga.
O português ficou na terceira colocação no Prémio de Melhor da UEFA na Europa, atrás do argentino Messi e do uruguaio Luis Suárez, respectivamente.

#### 2015–16

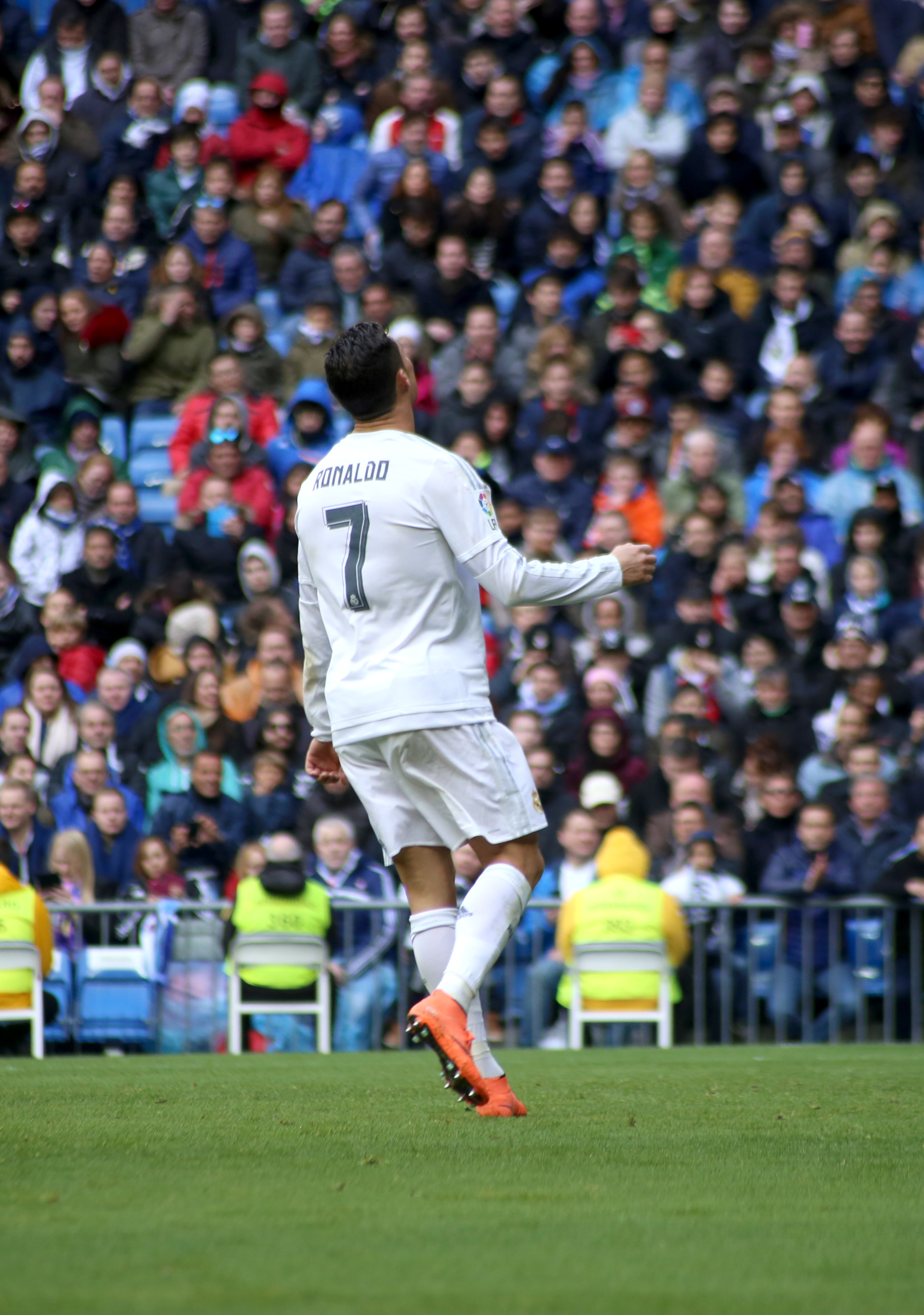
Cristiano em ação no Campeonato Espanhol.

Na temporada seguinte, marcou o seu primeiro golo numa goleada por 4–1 diante do Manchester City, numa disputa amigável em Melbourne, na Austrália. Após um jejum de dois jogos sem marcar no Campeonato Espanhol, Cristiano Ronaldo marcou cinco golos comandando a goleada por 6–0 diante do Espanyol. Cristiano ainda ultrapassou o avançado Raúl, tornando-se no maior marcador do Real Madrid no Campeonato Espanhol com 230 golos, e ainda se tornou o primeiro jogador a marcar um hat-trick em menos de 20 minutos na competição.
Em janeiro de 2016, Ronaldo foi premiado como o segundo melhor do mundo na Bola de Ouro da FIFA de 2015, vencendo o brasileiro Neymar e perdendo para o argentino Lionel Messi. Ficou na terceira colocação no Prémio de Melhor da UEFA na Europa, atrás de Luis Suárez e de Lionel Messi.
Diante do Malmö em partida válida pela fase de grupos da Liga dos Campeões da UEFA, Cristiano Ronaldo atingiu a marca de 500 golos na carreira após marcar duas vezes na vitória por 2–0. No mesmo jogo, Ronaldo atingiu outra marca importante e histórica, com os dois golos marcados o avançado português chegou a 323 golos pelo Real Madrid e assim se igualando a Raúl como maior marcador da história da equipa merengue. Na última partida da fase de grupos da Liga dos Campeões deste temporada, o Real Madrid venceu por 8–0, com quatro golos do português, que bateu o recorde de 11 golos na fase de grupos de uma edição da maior competição de clubes do mundo.
Nos oitavos de final da mesma competição Ronaldo, foi decisivo para a classificação do Real Madrid diante da Roma, tendo marcado um golo em cada partida, nas quais o Real venceu por 2–0, num agregado de 4–0 para a equipa de Madrid. Já pela La Liga, também foi decisivo no duelo contra o Barcelona, em pleno Camp Nou, marcando o golo que garantiu a vitória no El Clássico pelo placar de 2–1.
Ronaldo conquistou a Liga dos Campeões no dia 28 de maio, num encontro contra o Atlético de Madrid de Antoine Griezmann. Após empate por 1–1 no tempo normal e prolongamento, o duelo foi decidido nos penáltis, com vitória do Real Madrid por 5–4 e golo decisivo de Cristiano Ronaldo, até então apagado no jogo, que garantiu o título, o 11.º da história do Real Madrid e terceiro de Cristiano, sendo o segundo dele com o Real. Ronaldo venceu ainda o prémio de Melhor Jogador da Europa, Melhor Jogador do Mundo pela Fifa e a Ballon d'Or na temporada 2015–16.

#### 2016–17
Em novembro de 2016, o astro prolongou seu vínculo com o Real Madrid até junho de 2021. Contra o Atlético de Madrid em pleno Vicente Calderón, Cristiano marcou um hat-trick na vitória por 3–0, tornando-se o maior marcador do Dérbi de Madrid com 18 golos. Pela temporada e ano fantástico da carreira do craque português recebeu pela quarta vez na sua carreira o prémio de melhor jogador do mundo, a Ballon d'Or que voltou a ser entregue pela revista France Football.
| “ | É sempre especial. Não só por ser na minha casa. No clube que tenho no coração e que fiz história. Mas é como foi no Manchester. As emoções são muito parecidas. Obviamente é um cenário diferente. Receber aqui na frente das onze Liga dos Campeões é um cenário perfeito. A primeira vez é sempre uma emoção diferente. Mas esse ano significa que o sentimento é o mesmo. Obviamente a primeira vez é sempre a primeira vez. Eu senti uma alegria imensa. Era como um desejo cumprido. Um sonho que eu queria cumprir e foi o que aconteceu. Uma emoção muito grande com a minha família, tinha uns 23 anos, e foi um momento único na minha vida. Hoje é um pouco parecido com 2008. É o meu trabalho, a minha profissão, e quando se ganhar algo assim, para mim, é muito importante. Sempre coloco em primeiro lugar a equipa, os troféus que a equipa ganha. Se não tivesse vencido por Portugal e Real Madrid, jamais poderia ganhar esse troféu. | ” |

No dia 15 de dezembro, contra o América do México, atingiu a marca de 500 golos por clubes (377 pelo Real Madrid, 118 pelo Manchester United e cinco pelo Sporting). Na ocasião, o Real venceu por 2–0 em jogo válido pelo Mundial de Clubes realizado no Japão. Na final contra o Kashima Antlers foi decisivo e comandou a goleada contra a equipa japonesa, marcando três golos, garantindo a vitória por 4–2 e conquistando título mundial, o terceiro da sua carreira (dois pelo Real Madrid e um pelo Manchester United). Foi ainda o melhor marcador do Mundial, com quatro golos, além de melhor jogador do torneio e da final.
Em janeiro de 2017, foi eleito pela quarta vez pela FIFA como o melhor jogador do Mundo, vencendo ao francês Antoine Griezmann e ao argentino Lionel Messi. Ao contrário do que aconteceu nas outras edições, nesta a FIFA abriu à votação ao público, e chamou-se pela primeira vez The Best também em virtude do prémio Ballon d'Or voltar a ser entregue pela revista France Football.
| “ | Este prémio ainda não tenho. Tinha muitas coisas para dizer, mas agora bloqueei um bocadinho. Estou muito feliz, quero agradecer em primeiro lugar aos meus companheiros de seleção, e Real Madrid também. Ao treinador, gostaria que tivesse ganho, fica para a próxima, mister. À minha família, Ricardo, Gil, meu filho, minha mãe, irmãos, todo o meu staff que está sempre presente nos bons e maus momentos. E dizer que o ano de 2016 foi o melhor ano da minha carreira. Havia muitas dúvidas, mas um troféu que mostrou que as pessoas não são cegas. As pessoas veem os jogos, as competições. Depois do que eu ganhei com a seleção e com meu clube eu não tinha dúvidas que deveria ter ganho este troféu. Foi um ano magnífico a nível pessoal, a nível coletivo, jamais posso esquecer desse ano maravilhoso. Todos aqueles que votaram em mim muito obrigado, treinadores, capitães, jornalistas também, não tenho mais nada a dizer. Os prémios falam por si mesmo. | ” |

Em 12 de abril de 2017, na partida entre Real Madrid e Bayern de Munique, nos quartos-de-final da Liga dos Campeões da UEFA, Ronaldo foi decisivo marcando os dois golos da vitória dos Merengues, e ainda atingindo a marca histórica de 100 golos em competições europeias. O avançado madrilenho tornou-se o primeiro jogador da História a conquistar esse feito. No jogo da volta, no dia 18 de abril, o português ultrapassou este recorde ao marcar três golos no jogo e ser decisivo para a classificação da equipa merengue no prolongamento.
Na decisão da Liga dos Campeões, contra a Juventus, marcou dois golos na vitória por 4–1, conquistando sua terceira Liga com a camisa merengue e a quarta na carreira. Cristiano também se tornou no primeiro jogador a marcar golos em três finais na fase atual da Liga dos Campeões. Fez o 600.º golo da sua carreira contra a Juventus.

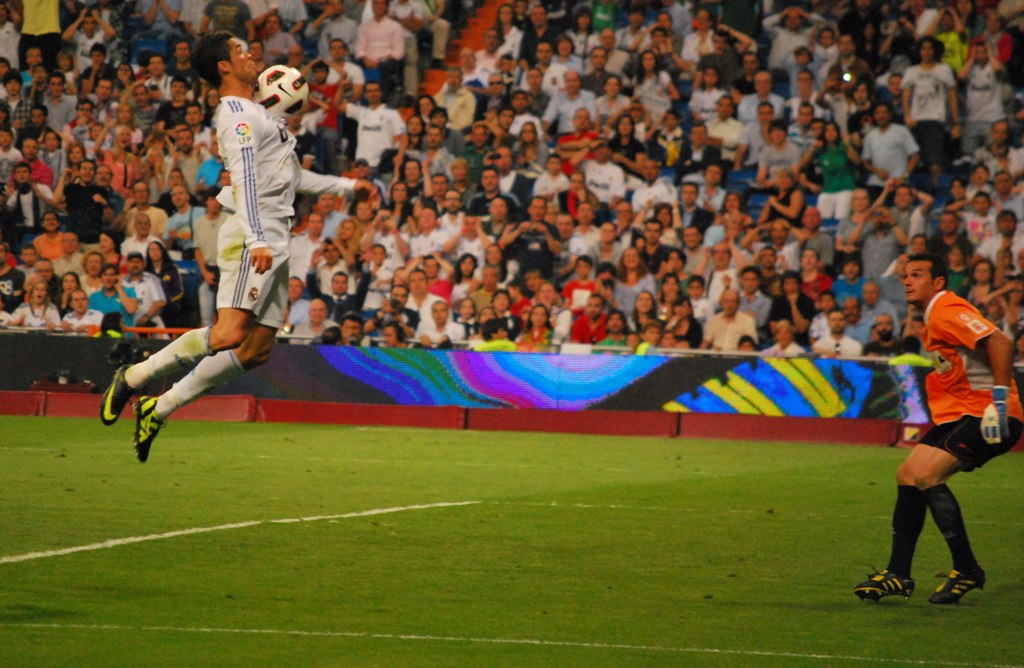
Ronaldo dominando a bola com o peito durante o jogo da La Liga contra o Almeria

#### 2017–18
Após ter disputado a Taça das Confederações por Portugal, ganhou férias durante a pré-temporada do Real Madrid, não disputando nenhuma partida pela International Champions Cup. Na primeira partida oficial da temporada, contra o seu ex-clube, o Manchester United, começou no banco de suplentes e entrou aos 82 minutos, na vitória por 2–1 e conquistando a Supertaça da UEFA. Na primeira mão pela Supertaça da Espanha, começou novamente o jogo no banco de reservas, entrando aos 57 minutos e marcando um dos golos da vitória sobre o Barcelona por 3–1, no Camp Nou. Minutos depois, acabou por ser expulso de campo após empurrar o árbitro Ricardo de Burgos. Em decorrência da sua expulsão, foi suspenso por cinco jogos, perdendo o jogo da segunda mão da Supertaça, além das três primeiras jornadas da La Liga. Voltou a jogar pela primeira jornada da fase de grupos da Liga dos Campeões da UEFA, contra o APOEL, onde abriu o placar após receber passe de Gareth Bale. O português ainda marcou o segundo golo do jogo, convertendo um penálti na vitória por 3–0. Após cumprir a suspensão, estreou-se na La Liga na 5ª jornada, na derrota por 1–0 para o Betis, no Santiago Bernabéu. Pela segunda jornada da Liga dos Campeões, contra o Borussia Dortmund, completou 400 jogos com a camisa do Real Madrid. Em 7 de dezembro de 2017, ganhou a sua quinta Bola de Ouro. A 13 de janeiro de 2018, na derrota por 1–0 para o Villarreal no Santiago Bernabéu, completou 500 jogos por ligas nacionais, sendo 25 jogos pelo Sporting, 196 pelo Manchester United e 279 pelo Real Madrid.
Em 3 de abril, na primeira mão dos quartos-de-final da Liga dos Campeões, contra a Juventus, em Turim, marcou dois golos, sendo um de bicicleta (com o pé a atingir 2,38 metros de altura), além de ter dado a assistência para Marcelo fechar o placar de 3–0. Na partida da volta, garantiu a classificação ao marcar de penálti no fim, quando o jogo encaminhava-se para um prolongamento após a Juventus devolver o placar no estádio Santiago Bernabéu, terminando por 1–3. Após vitória sobre o Bayern de Munique pelas meias-finais da liga, no dia 26 de maio, na final diante do Liverpool, conquistou sua quarta Champions League pelos merengues (terceira consecutiva), a quinta em sua carreira e sua sétima artilharia na competição (sexta consecutiva).

### Juventus

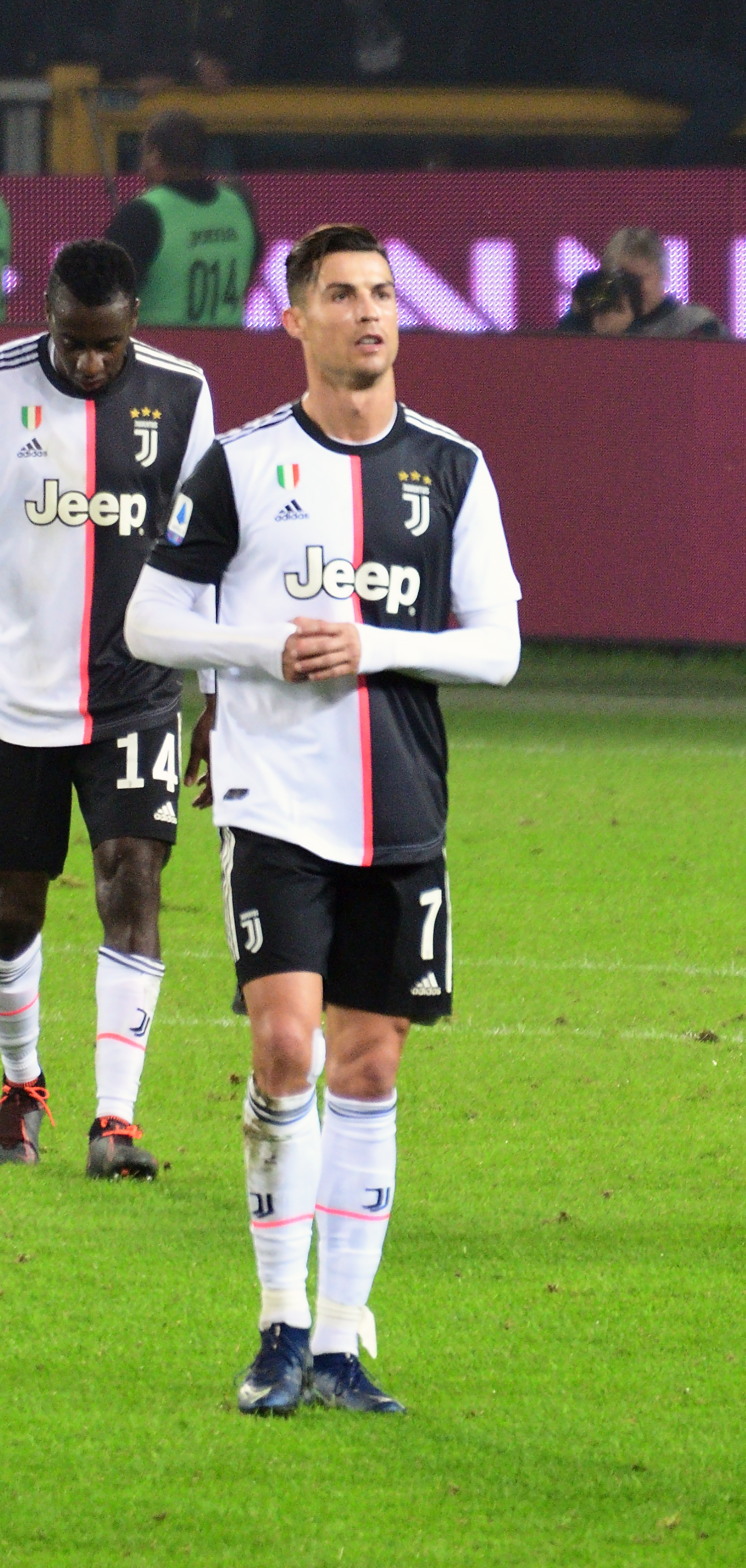
Cristiano Ronaldo com a camisa de Juventus

#### 2018–19
Em 10 de julho de 2018, o Real Madrid, por meio de um comunicado oficial, anunciou um acordo de transferência de Cristiano Ronaldo para a Juventus. Horas depois, a Juventus confirmou oficialmente sua contratação, pagando 100 milhões de euros por um contrato de quatro temporadas. Com isso, se tornou a maior transferência para um clube italiano na história, superando Gonzalo Higuaín, que foi comprado pela própria Juventus por 90 milhões de euros em 2016. Em 17 de agosto, o técnico Massimiliano Allegri confirmou a estreia oficial de Cristiano contra o Chievo, válido pela primeira jornada da Serie A de 2018–19. Na segunda jornada, deu uma assistência na vitória por 2–0 sobre a Lazio. Na quarta jornada, contra o Sassuolo, marcou seus dois primeiros golos com a camisa da Juventus e garantiu a vitória por 2–1. Em sua estreia pela Liga dos Campeões da UEFA de 2018–19, contra o Valencia, no Mestalla, acabou sendo expulso no primeiro tempo após confusão com o colombiano Jeison Murillo, deixando o gramado aos prantos. Na quinta jornada da Serie A de 2018–19, marcou um golo na vitória por 2–0 sobre o Frosinone. Ficou em segundo lugar no The Best FIFA Football Awards 2018 e não foi a cerimônia, tendo seu ex-companheiro de clube Luka Modrić, vencido a premiação de melhor jogador do mundo segundo a entidade, o que foi uma grande injustiça na opinião pública. Na sexta jornada da liga, deu uma assistência na vitória por 2–0 sobre o Bologna. Na sétima jornada, o português participou dos três golos na vitória por 3–1 no clássico sobre a Napoli, dando duas assistências para golos e acertando uma bola na trave para Mario Mandžukić marcar no rebote. Na oitava jornada, marcou na vitória por 2–0 sobre a Udinese, assim como também marcou na nona jornada, no empate de 1–1 contra o Genoa, tendo durante esse jogo alcançado a marca de 400 golos por ligas nacionais. Na terceira jornada da fase de grupos da Liga dos Campeões da UEFA, participou do golo que deu a vitória a sua equipaa sobre o Manchester United no Old Trafford por 1–0, ao cruzar uma bola rebatida por um jogador adversário, que sobrou para o argentino Paulo Dybala marcar. Já pela décima jornada da Serie A, marcou os dois golos da vitória por 2–1 sobre o Empoli, sendo um de penálti (o seu primeiro pelo clube) e o outro em um belo chute de fora da área. Na décima primeira jornada, deu uma assistência na vitória por 3–1 sobre o Cagliari. Na quarta jornada da fase de grupos da Liga dos Campeões da UEFA, o português chegou a abrir o placar contra o Manchester United, mas não evitou a derrota de virada em casa por 2–1. Em sequência, marcou na vitória por 2–0 contra o Milan, no San Siro, em jogo válido pela 12ª jornada da Serie A. O português também balançou as redes na 13ª jornada, no triunfo por 2–0 sobre o SPAL, alcançando o topo da artilharia do campeonato. Pela Liga dos Campeões da UEFA, em partida válida pela 5ª jornada da fase de grupos, deu a assistência para o golo da vitória por 1–0 sobre o Valencia. Já na 14ª jornada da Serie A, marcou de penálti na vitória por 3–0 sobre a Fiorentina. Ficou em segundo lugar no Ballon d'Or 2018, tendo Luka Modrić vencido o prémio. Já classificado antecipadamente para os oitavos-de-final da Liga dos Campeões da UEFA, deu uma assistência mas não impediu a derrota para o Young Boys por 2–1 na última partida da fase de grupos da competição. Em seguida, marcou de penálti o golo da vitória por 1–0 no Derby della Mole sobre o Torino, em partida válida pela 16ª jornada da liga. Na 18ª jornada, poupado em decorrência da maratona de jogos, saiu do banco aos 65 minutos para marcar o golo do empate por 2–2 contra o Atalanta, evitando a derrota e mantendo a invencibilidade da equipa na liga. Em seguida, pela 19ª jornada, marcou os dois golos da vitória por 2–1 sobre a Sampdoria, isolando-se na artilharia da Serie A, sendo esse seu último jogo no ano de 2018. Assim, Ronaldo terminou o ano com a marca de 49 golos em 53 partidas por Real Madrid, Seleção de Portugal e Juventus.
Na continuação da temporada, em 16 de janeiro de 2019, levantou a sua primeira taça com a camisa da Juventus, ao marcar o golo do título na decisão da Supercopa da Itália de 2018 frente ao Milan por um placar de 1–0. Pela 21ª jornada da Serie A, marcou de penálti e garantiu a vitória por 2–1 sobre a Lazio no Olímpico. Em sequência, na 22ª jornada, marcou dois golos e deu uma assistência no empate por 3–3 contra o Parma. Na 23ª jornada, deu mais um espetáculo participando dos três golos na vitória por 3–0 sobre o Sassuolo, criando oportunidade para um, marcando o seu de cabeça e dando uma assistência. Pela 24ª jornada, alcançou também o topo de assistências do campeonato ao dar mais uma assistência e marcar um golo antes de ser substituído aos 64 minutos (sendo poupado para a partida decisiva dos oitavos-de-final da Liga dos Campeões da UEFA) na vitória por 3–0 diante do Frosinone. Pela primeira mão dos oitavos-de-final da Liga dos Campeões da UEFA, passou em branco e não evitou a derrota por 2–0 diante do Atlético de Madrid, fora de casa. Na segunda mão, em uma noite espetacular, Ronaldo fez mágica e carimbou a classificação da Velha Senhora ao marcar os três golos da vitória por 3–0, sendo esse seu primeiro hat-trick com a camisa da Juventus. Ao final da partida, foi abraçado um a um por todos os companheiros que o agradeceram pelo que fizera naquela noite. Após quatro jogos seguidos sem atuar (por conta de uma lesão), retornou a equipa na primeira mão dos quartos-de-final da Liga dos Campeões da UEFA diante do Ajax e marcou um golo no empate de 1–1 fora de casa. No jogo da segunda mão, também marcou, entretanto não evitou a derrota de virada por 2–1 e viu o Ajax sair classificado em Turim, não alcançando assim o grande objetivo da temporada. Após ter permanecido seis jornadas seguidas sem atuar na Serie A entre lesão e poupanças, regressou na 33.ª jornada diante da Fiorentina com a missão de conquistar o título antecipado, e após a vitória por 2–1 (fez a jogada do golo do título), sagrou-se campeão italiano somando mais um scudetto na história da Juve, sendo o seu segundo título pelo clube em menos de uma temporada. Com a conquista, Ronaldo tornou-se o único jogador na história a ter vencido as três principais ligas do mundo (La Liga, Premier League e Serie A). Na 34ª jornada, alcançou a marca de 20 golos na competição ao marcar o golo do empate por 1–1 diante da Internazionale. Marcou também na 35ª jornada, no empate por 1–1 diante do Torino, sendo seu último golo na liga. Por conta dos jogos em que ficou de fora, foi o quarto melhor marcador do campeonato e o quinto com mais assistências. Na penúltima jornada, recebeu o prémio de melhor jogador da competição, terminando com 21 golos e oito assistências (na temporada pelo clube, 28 golos e 10 assistências).

#### 2019–20
Marcou seu primeiro golo na temporada no dia 31 de agosto, na vitória por 4–3 sobre o Napoli, em partida válida pela segunda jornada da Serie A de 2019–20. De penálti, marcou seu segundo golo no campeonato e deu uma assistência na vitória por 2–1 sobre o Hellas Verona, no dia 22 de setembro. Ficou em terceiro lugar no The Best FIFA Football Awards 2019, atrás de Lionel Messi e Virgil van Dijk, mais uma vez faltando a cerimônia. Na sexta jornada da Serie A, marcou um golo na vitória por 2–0 sobre o SPAL. Pela segunda jornada da fase de grupos da Liga dos Campeões da UEFA de 2019–20, marcou na vitória por 3–0 diante do Bayer Leverkusen. Também nessa partida, tornou-se o jogador com mais vitórias na história da competição ao alcançar seu 102º triunfo. Pela oitava jornada da Serie A, marcou na vitória por 2–1 diante do Bologna. Marcou de penálti na vitória por 2–1 sobre o Genoa na décima jornada da Serie A. Na quarta jornada da fase de grupos da Liga dos Campeões da UEFA de 2019–20, deu assistência na vitória por 2–1 diante do Lokomotiv Moscou. Marcou um golo no empate por 2–2 diante Sassuolo, bem como marcou na derrota por 3–1 diante da Lazio em partidas válidas pela décima quarta e décima quinta jornadas da Serie A. Na última jornada da fase de grupos da Liga dos Campeões da UEFA de 2019–20, marcou um golo na vitória por 2–0 diante do Bayern Leverkusen. Pela décima sexta jornada da Serie A marcou dois golos na vitória por 3–1 diante da Udinese, bem como marcou um golo na vitória por 2–1 diante da Sampdoria pela décima sétima jornada. Na continuação, fez mágica marcando três golos e dando uma assistência na vitória por 4–0 diante do Cagliari pela décima oitava jornada da Serie A, sendo o primeiro hat trick de 2020. Marcou também um golo na vitória por 2–1 diante da Roma pela décima nona jornada e na partida seguinte, válida pela vigésima jornada, marcou os dois golos da vitória por 2–1 diante do Parma. Pelos quartos-de-final da Copa da Itália, marcou um golo na vitória por 3–1 diante da Roma. Continuou sua sina goleadora marcando mais um golo na derrota por 2–1 diante do Napoli em partida válida pela vigésima primeira jornada da Serie A e marcando dois golos de penálti na vitória por 3–0 diante da Fiorentina pela vigésima segunda jornada. Na vigésima terceira jornada, abriu o placar para a Juventus na derrota de virada por 2–1 diante do Hellas Verona, marcando seu nome como o primeiro jogador da história da Juventus a marcar em 10 jornada consecutivas pela liga, feito esse que já havia realizado quando ainda atuava pelo Real Madrid, sendo então o único jogador da história a tê-lo feito em duas das cinco maiores ligas da Europa. Em sequência, marcou um golo na primeira partida da meias-finais da Copa da Itália no empate por 1–1 contra o Milan. Na vigésima quinta jornada, marcou um golo na vitória por 2–1 sobre o SPAL antes do futebol mundial paralisar em decorrência da pandemia de COVID-19. Três meses depois, com o regresso do futebol, após empatar por 0-0 com o Milan nas meias-finais da Copa da Itália e avançar para a final, acabou perdendo o título em disputa de penáltis diante do Napoli. O regresso a Série A ocorreu na vigésima sétima jornada, onde marcou um golo na vitória por 2–0 sobre o Bologna. Na vigésima oitava jornada, marcou um golo e deu duas assistências na goleada por 4–0 sobre o Lecce, bem como marcou um golo na vigésima nona jornada na vitória por 3–1 diante do Genoa. A sina goleadora continuou na trigésima jornada na vitória por 4 a 1 sobre o Torino, onde marcou um golo de falta e deu uma assistência, e em seguida marcou um golo novamente na derrota de virada por 4–2 diante do Milan pela trigésima primeira jornada da liga. Na trigésima segunda jornada marcou os dois golos da equipa em cobranças de penálti no empate por 2–2 com o Atalanta, sendo a sexta jornada consecutiva do campeonato marcando golos desde o retorno. Na trigésima quarta jornada, marcou os dois golos da vitória por 2–1 sobre a Lazio, alcançando a marca de 30 golos. Na trigésima sexta jornada fez o primeiro na vitória por 2–0 diante do Sampdoria garantindo a vice-artilharia da liga com 31 golos marcados e conquistando o segundo scudetto seguido pela Juventus, sendo este o nono título italiano consecutivo do clube. Não entrou em campo nas duas últimas jornadas, poupando-se para a partida decisiva válida pelas oitavos-de-final da Liga dos Campeões da UEFA diante do Lyon. Após a Juve perder a ida por 1–0, Ronaldo marcou os dois golos da vitória por 2–1 na partida da segunda mão, contudo a Vecchia Signora acabou eliminada pelo critério de golos fora. Ronaldo terminou essa temporada com 37 golos marcados.

#### 2020–21
Marcou um golo na primeira jornada da Serie A de 2020-21, na vitória por 3–0 diante da Sampdoria e marcou os dois do empate por 2–2 diante da Roma na segunda jornada. Após lesão, voltou a atuar na sexta jornada diante do Spezia e marcou dois golos na vitória da Juve por 4–1. Pela terceira jornada da fase de grupos da Liga dos Campeões da UEFA, deu uma assistência na vitória por 4–1 diante do Ferencvárosi TC. Marcou também 1 golo no empate por 1–1 diante da Lazio pela sétima jornada da liga e os dois golos da vitória por 2–0 frente ao Cagliari pela oitava jornada. Pela quarta jornada da fase de grupos da Liga dos Campeões, marcou um golo na vitória por 2–1 diante do Ferencvárosi TC, pela quinta jornada também marcou um golo na vitória por 3–0 diante do Dínamo de Kiev e na última jornada fez dois golos de penálti na vitória por 3–0 diante do Barcelona, classificando a Juventus em primeiro. Pela décima primeira jornada da Série A, novamente fez dois golos de penálti na vitória por 3–1 diante do Genoa. Também marcou dois golos na 13ª jornada, na goleada por 4–0 sobre o Parma e repetiu na 15ª jornada, na vitória por 4–1 sobre a Udinese. Na 17ª jornada, fez um golo na vitória por 3–1 sobre o Sassuolo. Na decisão da Supercopa da Itália de 2021, fez o primeiro na vitória por 2–0 sobre o Napoli, levantando mais uma taça pela Juve. Deu uma assistência na vitória por 2–0 diante do Bologna válida pela décima nona jornada da Série A. Marcou os dois golos da vitória por 2–1 diante da Internazionale, na primeira mão das meias-finais da Copa da Itália. Fez também um golo na vitória por 2–0 diante da Roma, na 21ª jornada da Série A. Na 23ª jornada, o português marcou dois golos na vitória por 3–0 sobre o Crotone, na vigésima quarta fez um golo sobre o Verona no empate por 1–1 e na vigésima quinta marcou um sobre o Spezia na vitória por 3–0. Pela segunda mão das oitavos-de-final da Liga dos Campeões, deu uma assistência na vitória por 3–2 diante do Porto, entretanto, tendo perdido a ida por 2–1 na casa dos portugueses, acabou vendo a Juve ser eliminada mais uma vez por critério de golos fora. No dia 14 de março de 2021, pela vigésima sétima jornada, anotou um hat-trick na vitória por 3–1 diante do Cagliari, feito que simplesmente o colocou como o maior artilheiro da história do futebol, aos 36 anos, contando golos oficiais, superando Pelé (Cristiano atingiu 770 contra 767 do brasileiro), que parabenizou Ronaldo pelo recorde histórico. Na 29ª jornada, também deixou sua marca no empate por 2–2 diante do Torino, assim como também marcou um golo na vitória por 2–1 sobre o Napoli válida pela terceira jornada (partida que fora remarcada). Voltou a marcar na 34ª jornada da Serie A, na vitória por 2–1 sobre a Udinese, fazendo os dois golos do triunfo. No entanto, nessa jornada foi confirmado o título antecipado da Internazionale, derrubando assim uma hegemonia da Juventus que durava nove temporadas. Ronaldo também marcou um golo na vitória por 3–1 sobre o Sassuolo pela 36ª jornada, isolando-se ainda mais no topo da artilharia da liga com 28 golos e alcançando a marca de 100 golos marcados com a camisa da Juventus. Marcou seu 29º tento no campeonato na jornada seguinte, ao abrir o placar na vitória por 3–2 diante da Internazionale, mantendo viva para a última jornada, a esperança de classificação da Juve para a próxima Liga dos Campeões. Ronaldo conquistou seu quinto título pelo clube italiano no dia 19 de maio, após a Juventus vencer por 2–1 a Atalanta na decisão da Copa da Itália. Não foi escalado entre os titulares na última e decisiva jornada da Serie A, espalhando-se a informação de que apenas por opção do técnico Andrea Pirlo, vendo do banco de reservas a vitória por 4–1 sobre o Bologna, fortificando ainda mais as especulações da imprensa europeia de que Ronaldo deixará a Juventus. Com o empate do Napoli (concorrente direto na briga pela classificação) diante do Verona, a Juve conseguiu terminar o campeonato na quarta colocação, garantindo dessa maneira, uma vaga na próxima Liga dos Campeões. Com a artilharia inédita no campeonato, Ronaldo tornou-se o primeiro e único jogador da história a ser artilheiro de três das cinco principais ligas europeias, além de ter sido eleito por torcedores mais uma vez o jogador do ano da Juventus. Ao todo, marcou 36 golos durante a temporada.

### Retorno ao Manchester United
Em 27 de agosto de 2021, o Manchester United anunciou o retorno de Cristiano Ronaldo após 12 anos. Logo em sua estreia, no dia 11 de setembro de 2021, Cristiano fez os primeiros dois golos dos red devils na vitória de 4–1 sobre o Newcastle, em partida válida pela 4ª jornada da Premier League. Já no jogo seguinte, no dia 14 de setembro, marcou o golo do United na derrota de 2–1 para o Young Boys, em partida válida pela primeira jornada da Liga dos Campeões da UEFA. O astro português balançou as redes mais uma vez no dia 18 de setembro, na vitória de 2–1 sobre o West Ham.
No dia 2 de outubro, fez sua 200.ª partida na Premier League, tendo começado no banco e entrando no decorrer da partida do empate de 1–1 com o Everton, em jogo válido pela 7.ª jornada.
Em março de 2022, após ter sido decisivo na vitória de 3–2 contra o Tottenham, onde marcou um hat-trick, Cristiano Ronaldo ultrapassou a marca de Josef Bican, chegou aos 807 na carreira e se isolou no topo do ranking dos maiores goleadores em jogos oficiais reconhecidos pela FIFA.
CR7 voltou ao Manchester United no início da temporada 2021–22 e em 38 partidas disputadas, marcou 24 golos e deu três assistências.
Em 22 de novembro de 2022, o Manchester United, em nota oficial, anunciou a saída do jogador português do clube de maneira imediata, por meio de um mútuo acordo entre a staff de Ronaldo e o time inglês. O clube desejou boa sorte a Cristiano e sua família.

### Al-Nassr

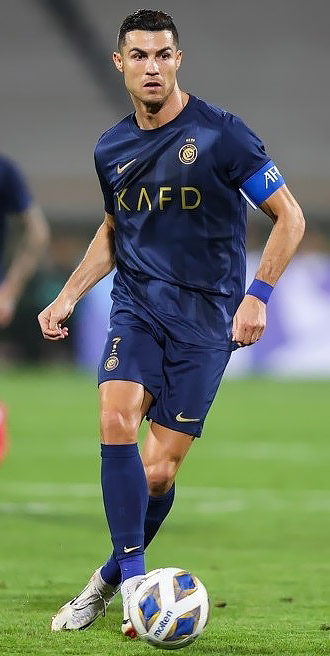
Ronaldo atuando pelo Al-Nassr na Liga dos Campeões da AFC

Após semanas de negociações, Cristiano Ronaldo foi anunciado oficialmente pelo Al-Nassr, da Arábia Saudita, no dia 30 de dezembro de 2022. Com um salário especulado em torno de 200 milhões de euros por temporada, o avançado assinou contrato até 2025 com a equipa de Riade e passou a ser o jogador de futebol mais bem pago do mundo. O jogador fez seu primeiro jogo oficial pelo Al-Nassr no triunfo por 1–0 contra do Al-Ettifaq, no Mrsool Park, em Riade, que recebeu 22 862 torcedores. No dia 3 de fevereiro de 2023, Cristiano Ronaldo marcou seu primeiro golo em competição pelo Al-Nassr; na ocasião, ele converteu um penálti no fim da partida contra o Al Fateh, que terminou empatada em 2–2. O embate foi válido pela Arábia Pro League.
Cristiano Ronaldo anotou quatro golos (um poker) na goleada do Al-Nassr diante do Al Wehda, vitória por 4–0, pela 16ª rodada do Campeonato Saudita. Assim ele chegou aos 61º hat-trick e nono poker da carreira. Ele chegou aos 500 golos (e depois aos 503) marcados em ligas do futebol.
No dia 25 de fevereiro, Cristiano conseguiu mais um hat-trick no futebol saudita. Na ocasião, ele marcou três golos e garantiu a vitória do Al-Nassr por 3–0 sobre o Damak, em jogo da 18ª jornada da Liga Saudita.
No dia 12 de agosto de 2023, Cristiano Ronaldo venceu seu primeiro título com o clube saudita, a Liga dos Campeões Árabes de 2023, marcando os dois2 golos do Al-Nassr na final, que venceu por 2–1. Já no dia 25 de agosto, o Al-Nassr goleou o Al-Fateh por 5–0, pelo Campeonato Saudita 2023–24, no estádio Príncipe Abdullah Bin Jalawi, na cidade de Al-Hasa, pela terceira rodada da Saudi Pro League. Na ocasião, Cristiano Ronaldo marcou três vezes.
Em 26 de dezembro, pelo Campeonato Saudita, o Al-Nassr venceu o Al-Ittihad por 5–2, com Cristiano Ronaldo marcando duas vezes. Com isso, o português assumiu a artilharia do ano com 53 golos. E no dia 30 de dezembro, exatamente um ano após ser anunciado pelo Al-Nassr, em partida válida contra o Al-Taawoun pelo Campeonato Saudita, Cristiano marcou mais uma vez, concluindo o ano com 54 golos e como artilheiro do ano.

## Seleção Nacional

### 2003–04: O início e Euro 2004
Foi convocado pela primeira vez para a Selecção Portuguesa de Futebol em 2003, para um amigável frente ao Cazaquistão, jogo que Portugal venceu por 1–0. Ronaldo foi convocado para a Euro 2004 que foi realizado em Portugal, tendo marcado o seu primeiro golo pela Selecção das Quinas frente à Grécia na fase de grupos, jogo que Portugal perdeu por 2–1. Marcou também na vitória por 2–1 nas meias-finais frente à Holanda. Neste mesmo ano representou Portugal nos Jogos Olímpicos.
A 5 de julho de 2004 foi feito Oficial da Ordem do Infante D. Henrique.

### 2005–06: Campeonato do Mundo da FIFA de 2006

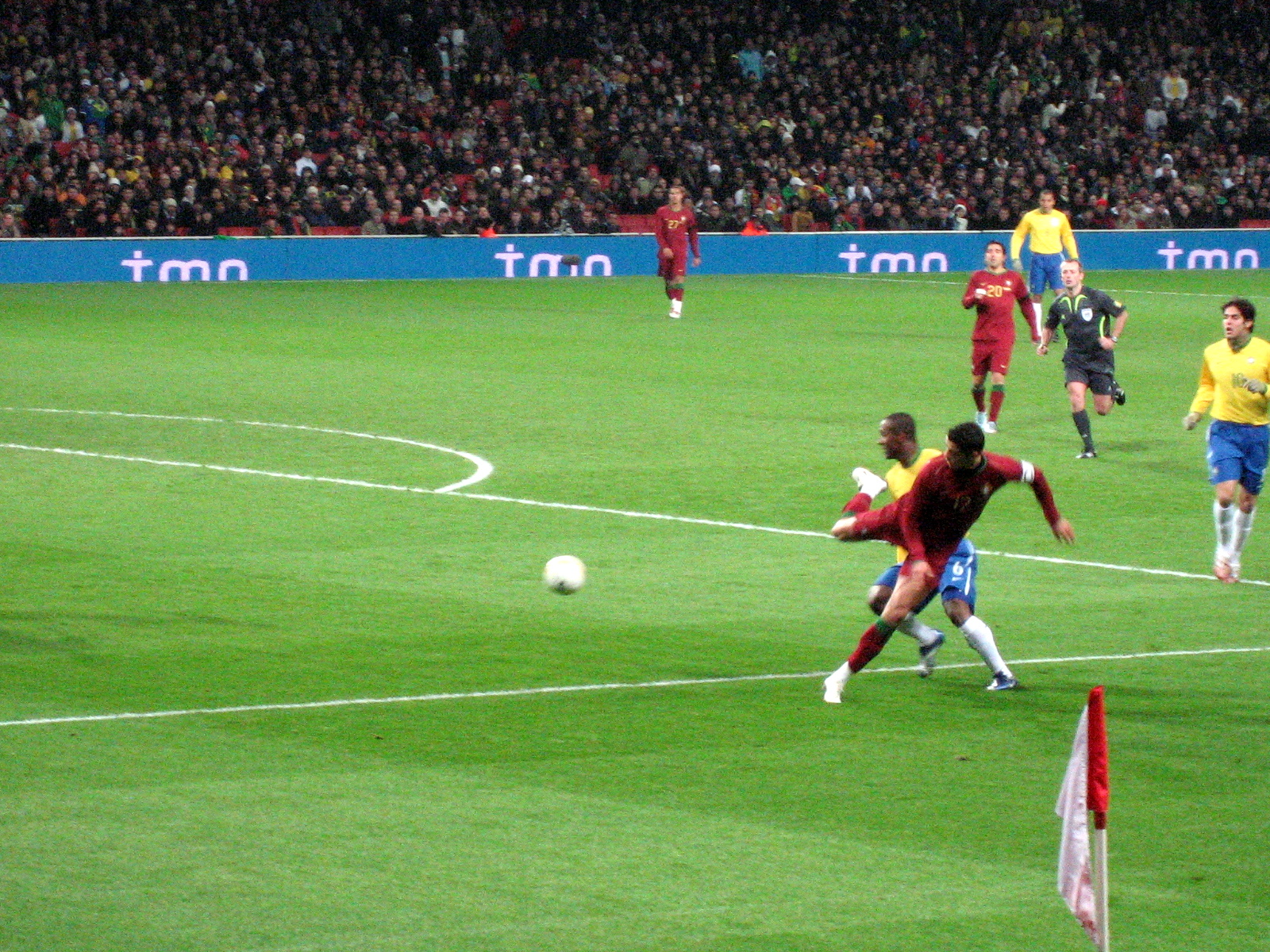
Ronaldo em um jogo contra o Brasil em 2007.

Na fase de qualificação, foi o segundo melhor marcador na zona europeia, com sete golos, e marcou o seu primeiro golo num Campeonato do Mundo frente ao Irão, de grande penalidade. Foi muito criticado devido à piscadela de olho que deu em direcção ao banco de Portugal, logo após a expulsão de Wayne Rooney, nos quartos-de-final frente à Inglaterra, jogo que Portugal venceu. No dia 4 de julho, o árbitro explicou à imprensa que o cartão vermelho mostrado a Rooney foi devido a uma infracção e não foi influenciado pela contestação de Ronaldo.
A reação controversa da imprensa inglesa, fez com que Ronaldo ponderasse a saída do Manchester United, e supostamente terá dito ao diário Marca que gostaria de ser transferido para o Real Madrid. Em resposta à especulação, Alex Ferguson pediu a Carlos Queiroz, o então adjunto do Manchester United, que fosse conversar com Ronaldo, com o fim de tentar mudar a sua decisão. Ronaldo ficou, e assinou a extensão do seu contrato em Abril de 2007 por mais 5 épocas.
Foi considerado um dos melhores jogadores jovens do Campeonato do Mundo FIFA de 2006, competição em que Portugal se classificou em 4.º lugar, à frente de seleções como as do Brasil, Argentina, Inglaterra, Holanda e Espanha. No jogo contra a Holanda, saiu magoado ainda no primeiro tempo por causa de uma violenta entrada do defesa central Khalid Boulahrouz, que mais tarde seria expulso.

### 2007–10: Euro 2008 e Campeonato do Mundo da FIFA de 2010

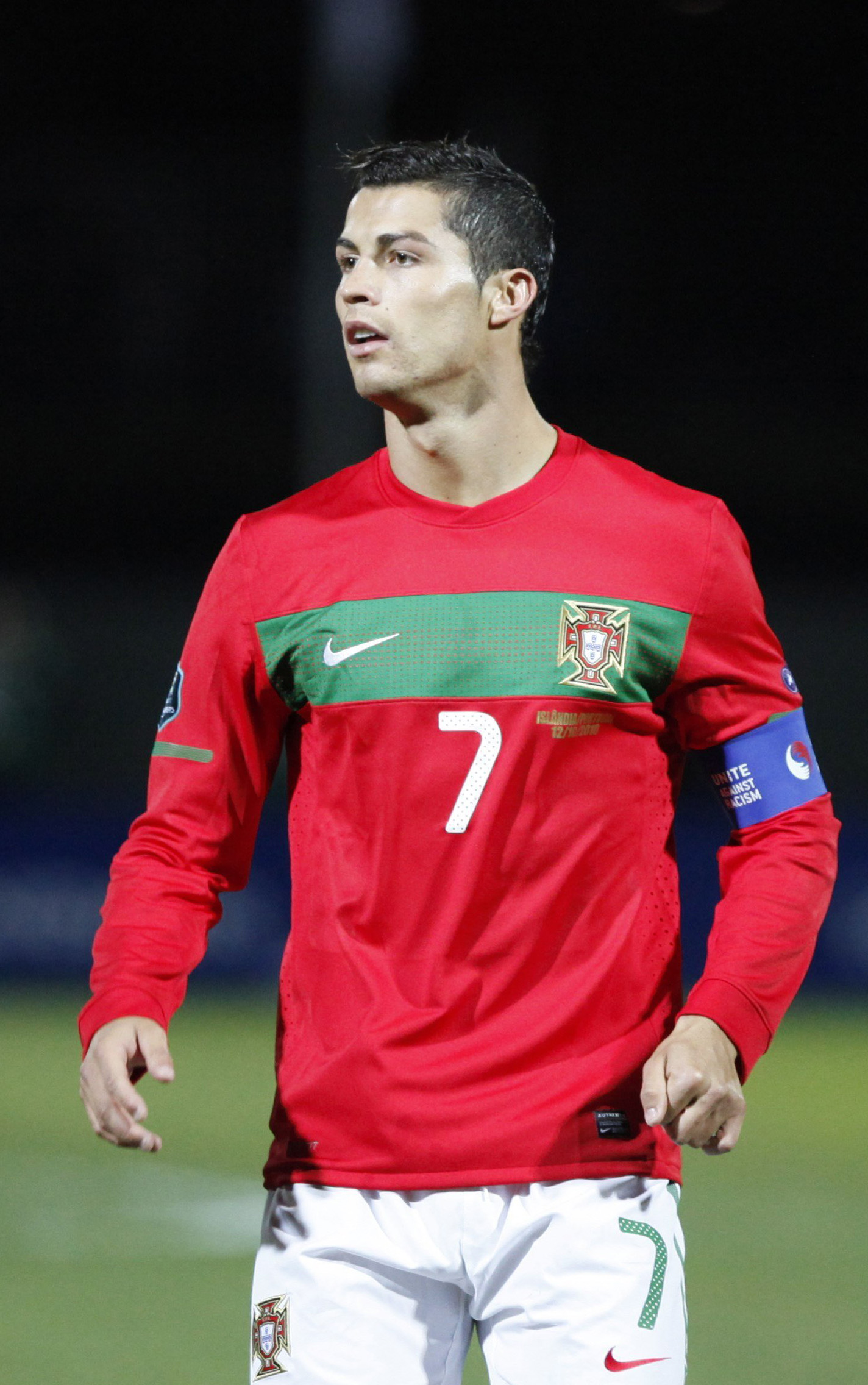
Ronaldo na seleção em 2010

Na campanha de qualificação para a Euro 2008, Ronaldo marcou oito golos, mas terminou o Campeonato com apenas um golo frente à República Checa. Portugal acabaria por ser eliminado pela Alemanha. Após perder a partida por 3–2. Após o campeonato, Carlos Queiroz foi escolhido como técnico de Portugal em julho de 2008, nomeando Ronaldo como capitão da equipa. Ronaldo foi considerado o homem-do-jogo contra a República Checa no Grupo A do campeonato europeu.
Com a contratação de Carlos Queiroz como novo seleccionador das Quinas, Ronaldo foi nomeado o novo capitão da Selecção Portuguesa de Futebol, sucedendo assim a Nuno Gomes, capitão no Euro 2008.
Depois da sua lesão frente ao Olympique de Marseille no jogo da Liga dos Campeões, Ronaldo ficou em dúvida para os dois últimos encontros frente à Hungria e Malta. Ronaldo pensou ter recuperado a tempo do jogo frente à Hungria, e com muita controvérsia e discordância do Real Madrid, foi mesmo utilizado por Queiroz frente aos Húngaros. Ronaldo fez a assistência para o golo de Simão Sabrosa, jogo que Portugal ganhou por 3–0. Porém, Ronaldo ressentiu-se da lesão, agravando-a, e foi substituído aos 27 minutos da partida, acabando por falhar o jogo frente a Malta. Com a passagem da Selecção Portuguesa às eliminatórias, Ronaldo era a maior dúvida para o duplo encontro frente à Bósnia e Herzegovina. Contra a vontade do Real Madrid, Queiroz convocou Ronaldo para que este fosse reavaliado pela equipa médica da Selecção Portuguesa e depois de passar pelos devidos testes, foi anunciada a sua inaptidão para os dois jogos. Portugal eliminou a selecção da Bósnia e Herzegovina, e assim apurou-se para a fase final do Campeonato do Mundo de 2010.
A 21 de Junho, no jogo frente à Coreia do Norte, Ronaldo marcou o sexto golo na vitória de Portugal por 7–0 acabando assim com um jejum de dezasseis meses sem marcar pela Selecção. Portugal acabou por ser eliminado pela Espanha nos oitavos de final, pelo resultado mínimo. Os espanhóis viriam a ser campeões da competição.

### 2011–12: Euro 2012

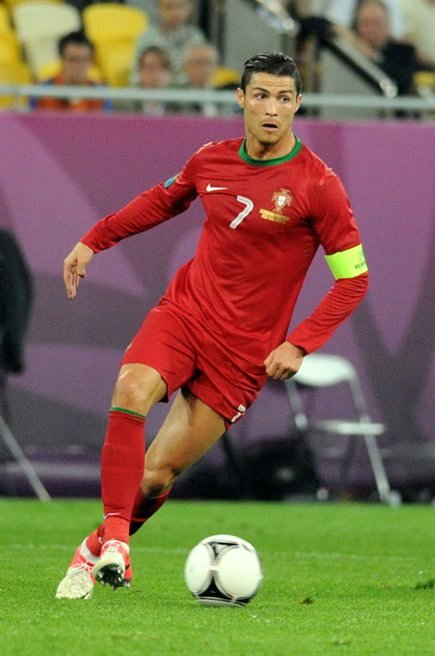
Cristiano Ronaldo atuando pela Seleção em 2012

Ronaldo marcou dois golos por Portugal contra a Bósnia e Herzegovina na segunda mão do play-off de acesso à fase final do Euro 2012, num jogo em que Portugal, depois de ter empatado em Zenica por 0–0 na primeira mão, venceu por 6–2 em Lisboa, apurando-se para a fase final da competição.
Ao todo, Ronaldo marcou sete golos por Portugal na campanha de qualificação para o Euro 2012, terminando atrás de Miroslav Klose e de Klaas-Jan Huntelaar na lista de maiores goleadores da fase de apuramento. Portugal ficou colocado no Grupo B da fase final, juntamente com a Holanda, Dinamarca e Alemanha, naquele que foi amplamente referido como o "grupo da morte" do torneio. Numa entrevista com a revista Kicker, Ronaldo afirmou que:
| “ | eu só serei plenamente satisfeito com minha carreira, quando eu levantar um troféu com Portugal. | ” |

Após a derrota de abertura contra a Alemanha, Cristiano Ronaldo foi criticado pela sua atitude, demonstrando frustração nos erros seus e de companheiros de equipa e não se juntando ao plantel para agradecer aos adeptos após o fim do jogo. O seu companheiro de equipa Nani defendeu-o, afirmando que ele deixara o campo dado que precisava ser tratado de imediato a uma possível lesão. Nani afirmou também que Cristiano vinha treinando bem e contribuindo para a equipa, e que estava sob excessiva pressão porque o futebol é um desporto de equipa, mas que em breve iria silenciar seus críticos. Luís Figo juntou-se às críticas, afirmando que o capitão deve sempre defender o grupo, apesar do resultado.
Cristiano acabou por ser decisivo no restante percurso do campeonato europeu. Além de apoiar a sua equipa na vitória contra a Dinamarca por 3–2, marcou dois golos no último jogo da fase de grupos contra a Holanda. Nos quartos-de-final, contra a República Checa, marcou o único golo da partida, que deu acesso às meias finais.
Portugal acabou por ser eliminado na decisão por pontapés da marca da grande penalidade, frente à actual campeã europeia e bi-campeã mundial Espanha. Escalado para marcar o último penálti pela sua equipa, Cristiano nada pôde fazer após Bruno Alves e João Moutinho falharem os seus penáltis, dando a vitória à Espanha.

### 2013–14: Campeonato do Mundo da FIFA de 2014
Nas Eliminatórias do Campeonato do Mundo FIFA de 2014, a seleção de Portugal ficou no Grupo F, juntamente com as seleções de Luxemburgo, Israel, Azerbaijão, Rússia e Irlanda do Norte. No primeiro jogo diante de Luxemburgo, Cristiano Ronaldo marcou o golo na vitória de virada por 2–1. No jogo contra o Azerbaijão, Cristiano não marcou mas assistiu nos dois golos na vitória por 3–0. No dia 7 de julho de 2014, diante da Rússia, o avançado não esteve muito inspirado, mas a Seleção Portuguesa conseguiu vencer por 1–0, golo que foi marcado por Hélder Postiga.

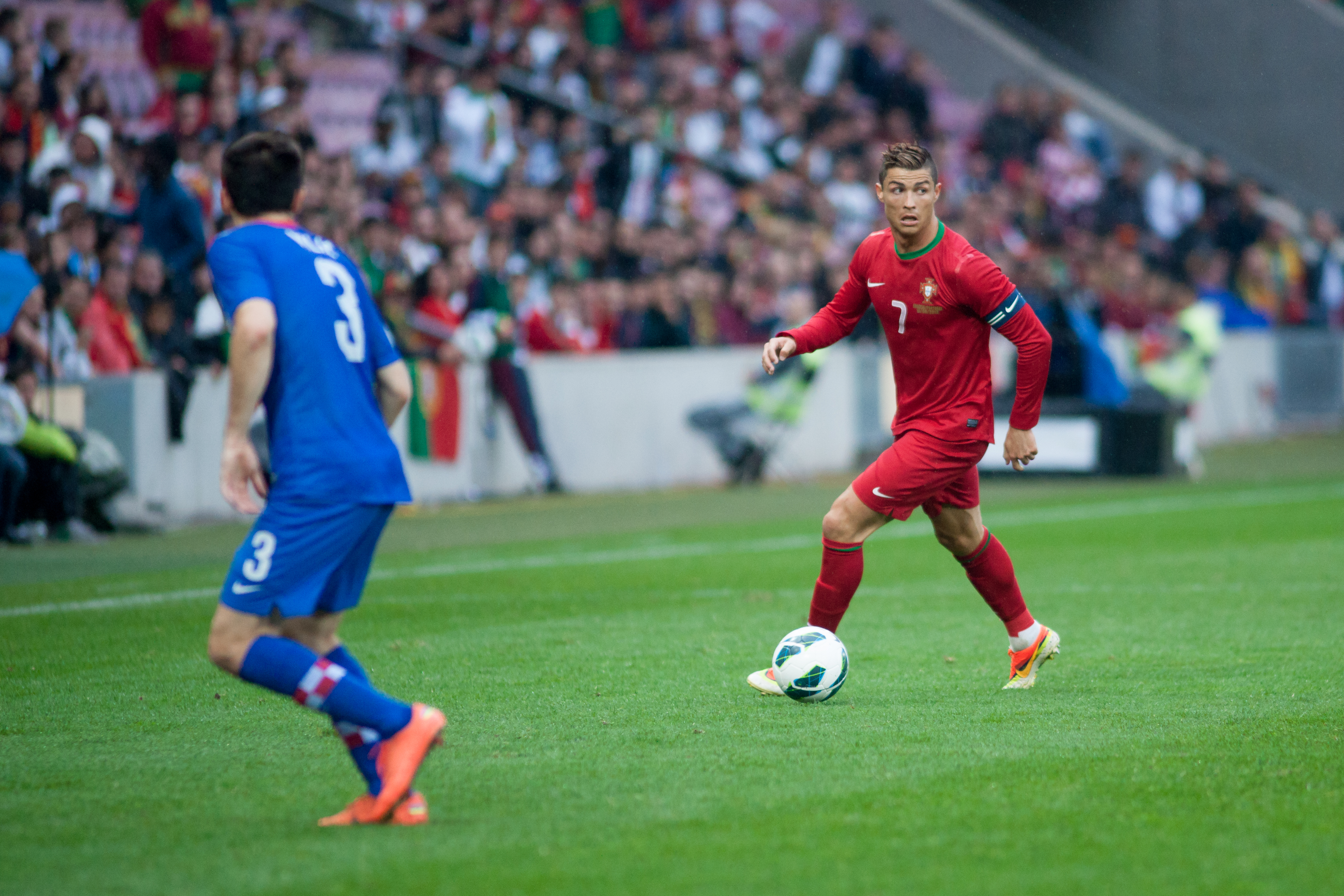
Cristiano Ronaldo (direita) em partida contra a Croácia em 2013.

Diante da seleção da Irlanda do Norte, Cristiano Ronaldo tornou-se o segundo maior melhor marcador da Seleção Portuguesa, após marcar três golos na vitória por 4–2.
| “ | Foi um resultado importante para Portugal numa data especial para mim. Gostaria de dedicar a vitória ao meu pai que nos deixou há oito anos. | ” |

A seleção de Portugal acabou ficando em segundo lugar no Grupo F, tendo que lutar por uma vaga no Campeonato do Mundo na repescagem. No sorteio realizado, Portugal calhou com a seleção da Suécia do avançado Zlatan Ibrahimović. No primeiro jogo realizou em Portugal, Cristiano Ronaldo marcou o único golo na vitória por 1–0. No segundo jogo na Suécia, Portugal venceu por 3–2 com três golos de CR7. Zlatan Ibrahimović marcou os golos da equipa da casa. No placar agregado por 4–2, Portugal se classificou para o Campeonato do Mundo. Além de ter marcado três golos, Ronaldo igualou-se a Pauleta como o maior melhor marcador da seleção de Portugal, com 47 golos.
A 7 de janeiro de 2014 foi elevado a Grande-Oficial da Ordem do Infante D. Henrique, uma das mais altas condecorações portuguesas. A 5 de março de 2014, Cristiano bateu o recorde de golos de Pauleta, após marcar duas vezes na goleada por 5–1, num jogo amigável contra a seleção de Camarões, atingindo assim a marca de 49 golos.
No Campeonato do Mundo FIFA de 2014, Portugal ficou no grupo G, juntamente com a Alemanha, o Gana e os Estados Unidos. No primeiro jogo, os portugueses foram goleados pela Alemanha por 4–0. Na segunda partida, Portugal empatou com os Estados Unidos por 2–2. Nesse jogo, Cristiano deu o passe para o golo de Varela aos 49 minutos do segundo tempo, "salvando" Portugal de uma eliminação precoce na primeira fase. O terceiro e último encontro viu finalmente Cristiano marcar pela sua equipa, tornando-se o primeiro jogador português a marcar em três mundiais consecutivos. Este foi o seu único golo do campeonato, mas não foi suficiente para evitar a eliminação de Portugal.

### 2015–16: Euro 2016 e primeiro título por Portugal

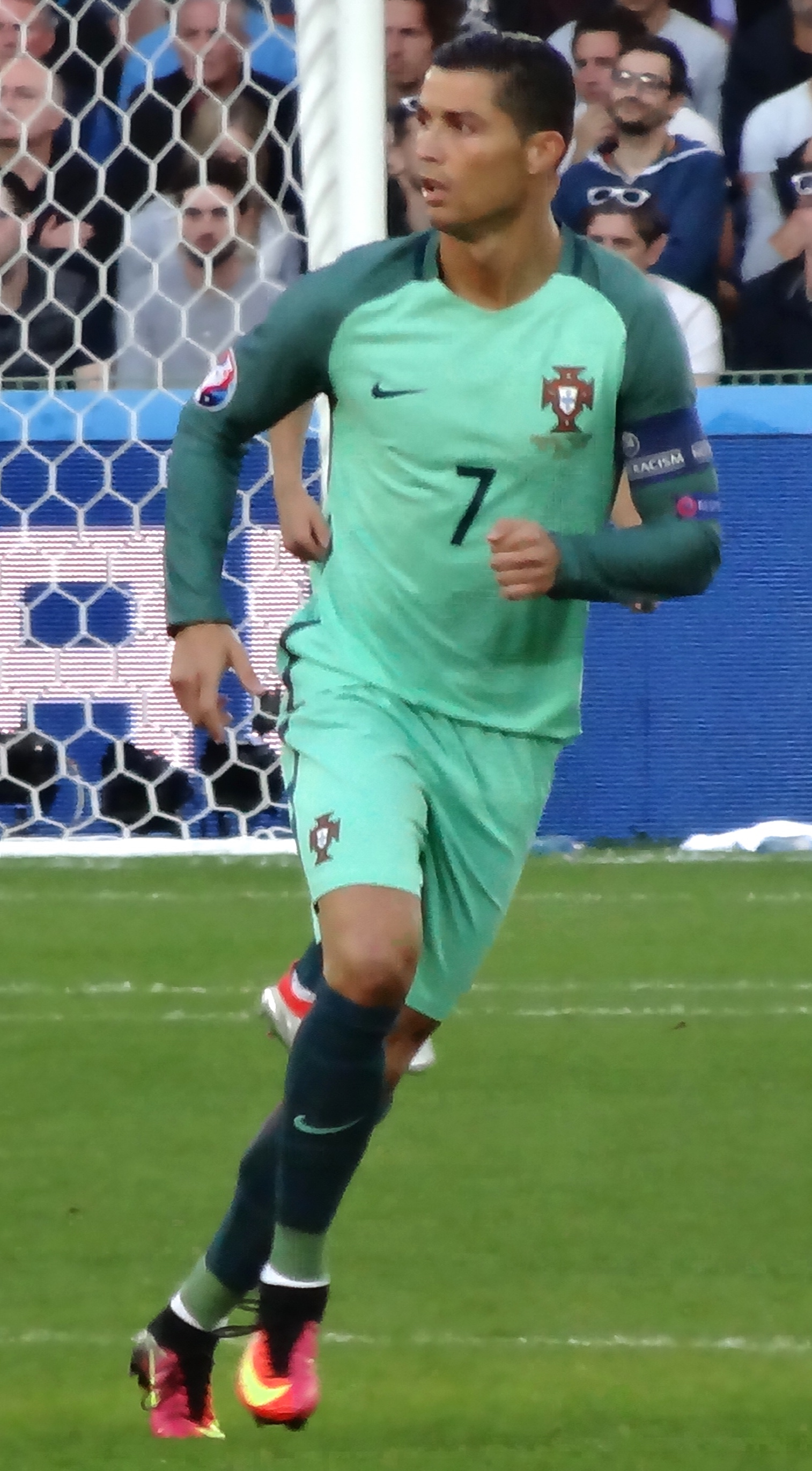
O capitão Ronaldo na Euro 2016.

Durante a fase de qualificação de Portugal para o Euro 2016, foram três os jogos em que Ronaldo marcou o golo da vitória, contribuindo para colocar a selecção portuguesa na liderança do seu grupo, apurando directamente a sua equipa para a fase final, pela primeira vez desde 2008. Foi neste período que o português bateu o recorde de Jon Dahl Tomasson como o maior marcador em fases de qualificação para um europeu.
Já em plena competição, no jogo contra a Áustria, Ronaldo bateu o recorde de Luís Figo como o jogador que mais vezes vestiu a camisa da seleção portuguesa, atingindo os 128 jogos. No último jogo da fase de grupos, contra a Hungria, foi eleito o homem do jogo, marcando dois golos e fazendo uma assistência no empate a 3–3, salvando Portugal de uma derrota que ditaria a sua exclusão do campeonato.
Contra a Croácia, no jogo dos oitavos de final, Ronaldo foi decisivo na jogada que permitiu o golo da vitória, marcado por Ricardo Quaresma na recarga de um remate do capitão já no fim do prolongamento. Na partida seguinte contra a Polónia, Ronaldo marcou o primeiro penálti na decisão por grandes penalidades, que acabou com a vitória de Portugal. Nas meias finais, diante do País de Gales, Ronaldo marcou o primeiro golo de Portugal, assistindo Nani para o 2–0. Neste jogo, o capitão português igualou Michel Platini como o maior marcador em fases finais do Campeonato da Europa, com nove golos marcados.
Na decisão contra a França, Ronaldo sofreu uma entrada dura de Dimitri Payet. Apesar de tentar continuar a jogar, a lesão forçou-o a abandonar a partida com apenas 25 minutos de jogo. Foi do banco que Ronaldo viu Éder marcar o golo da vitória aos 109 do prolongamento. Na entrega final do troféu, o capitão da Selecção Portuguesa pôde levantar a taça e acrescentar um importante título pela seleção nacional à sua carreira, um dos poucos que ainda lhe faltavam.

### 2017–18: Taça das Confederações de 2017 e Campeonato do Mundo FIFA de 2018
Durante o apuramento para o Campeonato do Mundo FIFA de 2018, Cristiano Ronaldo atingiu mais um recorde, marcando dois golos contra Andorra em 190 segundos, uma marca inédita a nível mundial. Nesse mesmo jogo, igualaria Eusébio, Pauleta e Nuno Gomes ao marcar quatro golos, dilatando ainda mais a sua posição como maior marcador de sempre pela seleção do seu país.
Em 31 de agosto de 2017, marcou um hat-trick na goleada de Portugal sobre as Ilhas Feroe por 5–1, chegando a 78 golos com a camisa de Portugal, superando a marca de Pelé pelo Brasil (que marcou 77 golos), e tornou-se o quarto jogador que mais marcou por uma Seleção Nacional, atrás apenas de Godfrey Chitalu (Zambia), com 79 golos, Ferenc Puskás (Hungria), com 84, e Ali Daei (Irão), com 109 golos. No dia 10 de outubro, passou em branco na vitória por 2–0 sobre a Suíça, em jogo que classificou Portugal para a Taça do Mundo da Rússia de forma direta. Finalizou as eliminatórias com 15 golos, um a menos que o melhor marcador Robert Lewandowski.
Na estreia de Portugal na Taça das Confederações, contra o México, Cristiano deu a assistência para o primeiro golo da partida, marcado por Ricardo Quaresma, num jogo que terminou empatado em 2–2. No fim, foi também escolhido como o melhor jogador do encontro. No segundo jogo, contra a Rússia, fez o único golo da vitória de Portugal por 1–0, sendo novamente eleito o melhor jogador. No último jogo da fase de grupos, marcou um dos golos na goleada por 4–0 sobre a Nova Zelândia, cobrando penálti, e sendo eleito, pelo terceiro jogo consecutivo, o melhor da partida. Nas meias-finais, contra o Chile, após um empate em 0–0 no tempo normal e no prolongamento, o jogo foi para os penáltis. O guarda-redes Claudio Bravo defendeu as cobranças de Ricardo Quaresma, João Moutinho e Nani, levando o Chile a decisão do torneio. Cristiano seria um dos últimos a cobrar, mas não teve oportunidade. A pedido do próprio jogador, que gostaria de conhecer os filhos gémeos recém-nascidos, foi dispensado da seleção e não disputou o terceiro lugar contra o México. Cristiano terminou a sua participação na Taça das Confederações 2017 com dois golos e uma assistência em quatro jogos.
Na estreia de Portugal no Campeonato do Mundo da FIFA de 2018, contra a Espanha, marcou um hat-trick no empate em 3–3. Cristiano abriu o placard após sofrer um penalty e convertê-lo. Após o empate da Espanha, voltou a colocar Portugal à frente, num chuto de fora da área que contou com a falha de De Gea. Logo no fim da partida, com a Espanha vencendo por 3–2, marcou um golo de falta, decretando o empate. Deste modo, igualou Pelé, Klose e Seeler ao marcar golos em quatro Taças do Mundo consecutivas. Tornou-se também o segundo português com mais golos em Taças, ultrapassando Pedro Pauleta, que marcou quatro (o primeiro é Eusébio, com nove). Na jornada seguinte, marcou o único golo de Portugal na vitória por 1–0 sobre o Marrocos. Também ultrapassou Ferenc Puskas (que marcou 84 golos pela Hungria), se tornando o maior artilheiro de uma seleção europeia, com 85 golos marcados.

### 2019–21: Liga das Nações e Euro 2020
Após a frustração da eliminação no Campeonato do Mundo da FIFA de 2018, Ronaldo se afastou de sua seleção temporariamente, justificando a sua ausência pela vontade de concentrar os seus esforços na Juventus, equipa para a qual se transferiu no mesmo verão. Durante esse período, a seleção Portuguesa conseguiu o apuramento para a primeira edição da fase final da Liga das Nações da UEFA. Voltou apenas em março 2019, nos jogos de Qualificações para a Eurocopa, contra as seleções da Ucrânia e Sérvia. Participou do empate por 0–0 contra a Ucrânia e se lesionou durante a partida contra a Sérvia, não jogando toda a partida.
Pela fase final da Liga das Nações da UEFA, foi o destaque nas meias-finais contra a Suíça, marcando um hat-trick e levando Portugal a final contra a Holanda. Na decisão, passou em branco na vitória por 1–0, conquistando seu segundo título com a Seleção Portuguesa. Também recebeu o prémio como artilheiro da fase final, com três golos.
Em 2021, devido adiamento do Euro 2020 para 2021 devido à pandemia de COVID-19, tornou-se o único jogador a disputar cinco edições da Euro (2004, 2008, 2012, 2016 e 2020). Portugal esteve inserido no grupo F, juntamente com França, Alemanha e Hungria.[carece de fontes?] Após vitória na estreia contra a Hungria, onde marcou dois golos, transformou-se no maior artilheiro isolado da história e o jogador com mais partidas vencidas na competição. Na derrota com a Alemanha marcou um dos golos de Portugal e na última jornada da fase de grupos, marcou dois golos no empate com a França, chegando a 109 golos pela seleção portuguesa, igualando-se ao iraniano Ali Daei como o principal artilheiro de seleções. Portugal apurou-se para a fase seguinte como um dos terceiros melhores classificados, sendo eliminado pela Bélgica nos oitavos de final. Ronaldo não marcou nesse jogo mas os 5 golos da fase de grupos foram suficientes para ganhar o prémio de maior artilheiro do Euro 2020.

### 2021–atualidade: Mais internacional e maior artilheiro por seleções nacionais de sempre
Em 1 de setembro de 2021, Cristiano fez os dois golos de Portugal na vitória de 2–1 sobre a Irlanda, em jogo a contar para a Qualificação para o Campeonato do Mundo de 2022. Com os golos, Cristiano se tornou o maior artilheiro de seleções da história isoladamente, com 111 golos feitos.
Em 24 de novembro de 2022, no jogo de estreia da seleção de Portugal no Campeonato do Mundo FIFA de 2022, Cristiano marcou um golo em penálti que ele mesmo sofreu, sendo este seu oitavo em copas do mundo e tornando-se, assim, o primeiro jogador homem da história a marcar em cinco mundiais (duas mulheres alcançaram este feito antes dele: a brasileira Marta e a canadiana Christine Sinclair, ambas em 2019).
A 23 de março de 2023, tornou-se o jogador mais internacional de sempre por seleções, com 197 internacionalizações, ao jogar contra o Liechtenstein no Estádio de Alvalade, para a Qualificação do Euro 2024. Portugal venceu o jogo por 3–0, com dois golos de Cristiano Ronaldo.

## Perfil de jogador

### Estilo de Jogo
Atacante versátil, Ronaldo é capaz de jogar tanto nas laterais quanto no centro de campo e embora sua perna habilidosa seja a direita, também é bom com a esquerda. Ele está entre os jogadores de futebol mais rápidos do mundo, com e sem bola. Taticamente, Ronaldo passou por diversas evoluções e mudanças ao longo de sua carreira. No Sporting e nos primeiros anos no United, Cristiano jogou como meio campista clássico, pela direita, onde geralmente se dedicava a lançar cruzamentos para a área. Nesta posição, ele era capaz de usar sua aceleração, mudança de ritmo, agilidade e habilidades técnicas para enfrentar adversários em situações um contra um, e ficou conhecido por seus dribles elaborados, muitas vezes demonstrando uma variedade de truques e truques, como a pedalada e os chamados “cortes”, que se tornaram sua marca registrada; também era conhecido por ser um usuário frequente do “elástico”.
À medida que Ronaldo amadureceu, passou por uma grande transformação física, desenvolvendo um tipo de corpo musculoso que lhe permitiu manter a posse de bola sob pressão por mais tempo, e pernas fortes que lhe permitiram uma impressionante capacidade de salto. Sua força e capacidade de salto, combinadas com sua elevação, precisão de cabeceamento e altura de 1,87 m, deram-lhe uma grande vantagem na vitória em duelos aéreos. Esses atributos permitem que ele funcione como um homem-alvo na área, e fazem dele uma ameaça constante de golo aéreo na grande área; Conseqüentemente, muitos de seus golos foram de cabeça. Em conjunto com sua maior resistência e sacrifício, sua capacidade de marcar golos melhorou dramaticamente na ala esquerda, onde ele recebeu liberdade posicional para se mover em direção ao centro para finalizar os ataques. Ele também tem desempenhado cada vez mais um papel criativo para sua equipe, muitas vezes indo para o meio-campo para pegar a bola, participar da construção de jogadas e criar oportunidades para seus companheiros, graças à sua visão e habilidade de passe.
Em suas últimas temporadas no United, Ronaldo desempenhou um papel ainda mais ofensivo e central, atuando tanto como camisa 9 quanto como segundo atacante, às vezes até como meio-campista ofensivo. Tornou-se um artilheiro prolífico, capaz de finalizar bem tanto dentro da área quanto de longa distância, com um chute certeiro e poderoso. Um cobrador de penáltis letal, ele também se tornou um especialista em bolas paradas, conhecido por suas poderosas cobranças de falta giratórias. Ao arremessá-los, Ronaldo é conhecido por utilizar a técnica da folha seca, desenvolvida por Juninho Pernambucano, e que consiste em bater a bola com a parte interna do pé de forma que ela descreva uma parábola de cima para baixo semelhante a uma folha seca caindo de uma árvore, metáfora que vem de um golo que o brasileiro "Didí" marcou contra ele cobrança de falta para a seleção peruana nas Eliminatórias da Copa do Mundo de 1958.  Ele também adota uma postura característica antes de bater na bola, onde ele se posiciona na frente da bola com as pernas bem afastadas. Sobre o estilo único de Ronaldo na cobrança de falta, o ex-assistente técnico do Manchester United, Mike Phelan, comentou: "As pessoas costumavam deixar a bola, se afastar, correr e bater. Ele trouxe um espetáculo mais dinâmico. Coloque a bola no chão, seu nível de concentração é alto, ele dá alguns passos para trás para que seu pé fique no lugar perfeito para acertar a bola no lugar ideal. Ele é o showman definitivo. Ele tem aquela leve arrogância. Quando ele se levanta "Esse short e ele mostra suas coxas, ele está dizendo 'Todos os olhos em mim' e esta bola vai entrar. Ele entende o lado do marketing das coisas. A maneira como ele se mostra e posiciona a bola; ele sabe que o mundo está assistindo."
No Real Madrid, Ronaldo continuou a desempenhar um papel mais ofensivo, mas as suas funções criativas e defensivas tornaram-se mais limitadas, embora não completamente diminuídas. Inicialmente destacado como ponta-de-lança pelos treinadores Manuel Pellegrini e José Mourinho, foi depois transferido de volta para a ala-esquerda, embora em função táctica livre; essa posição permitiu que ele deslizasse à vontade para o centro para acertar cruzamentos e marcar, ou para tirar os zagueiros de sua área com seus movimentos sem bola e deixar espaço para seus companheiros aproveitarem. O estilo de jogo de contra-ataque do Real Madrid também lhe permitiu tornar-se um jogador mais eficiente e consistente, como evidenciado pelos seus recordes de pontuação. Embora tenha sido elogiado principalmente na mídia por ser um artilheiro prolífico, Ronaldo também demonstrou sua habilidade como um jogador criativo e eficaz nesta função. Este papel único tem sido descrito por especialistas como o de um ala "falso", "atacante" ou "artilheiro", já que Ronaldo praticamente funcionava como atacante às vezes com suas constantes corridas em direção ao golo ou à grande área, embora ele tenha jogado na ala-esquerda. A partir de 2013, com Carlo Ancelotti, Cristiano adaptou eficazmente o seu estilo devido aos efeitos físicos do envelhecimento com movimentos sem bola cada vez mais reduzidos e envolvimento geral cada vez mais reduzido, completando menos dribles e passes por jogo e concentrando-se mais na criação e no golo em distâncias curtas. Desde 2017, Ronaldo adaptou mais uma vez seu estilo de jogo para se tornar um centroavante livre sob a orientação do técnico Zinedine Zidane, uma função na qual continuou a se destacar e a manter um prolífico recorde de golos; Nesta posição, ganhou elogios da mídia por seus movimentos inteligentes com e sem bola, seu senso posicional, sua articulação e finalização, bem como sua capacidade de perder ou antecipar seus marcadores, encontrar espaço na área e marcar com poucos toques ou oportunidades.
Em sua primeira temporada na Juventus, Ronaldo continuou a desempenhar diversas funções de ataque sob o comando do técnico Massimiliano Allegri , dependendo de quem ele faz parceria no ataque. Embora tenha ocupado um papel cada vez mais ofensivo em seus últimos anos no Real Madrid, ele ocasionalmente desempenhou um papel livre na Juventus, seja como atacante solitário ou em seu papel principal na ala esquerda, em uma formação de 4–2–3–1 ou 4–3–3, no qual trocava frequentemente de posição com Mario Mandžukić. Nessa função, também foi autorizado a descer para o meio-campo, ou mesmo desviar para o setor direito do campo para receber a bola e participar mais na preparação das jogadas; Assim, além de ele mesmo marcar golos, passou a enfrentar adversários e a criar chances para outros jogadores com mais frequência do que nas últimas temporadas no Real Madrid. Sem a bola, ele também conseguiu abrir espaço para os companheiros com seus movimentos e correr para a área, ou finalizar chances com a cabeça ou os pés, acertando os cruzamentos dos companheiros. Ele também às vezes jogou em dupla de ataque com Mandžukić em uma formação de 4–3–1–2, 4–4–2 ou 3–5–2. Ele continuou a desempenhar um papel semelhante em sua segunda temporada no clube sob o comando de Maurizio Sarri.

### Rivalidade com Lionel Messi

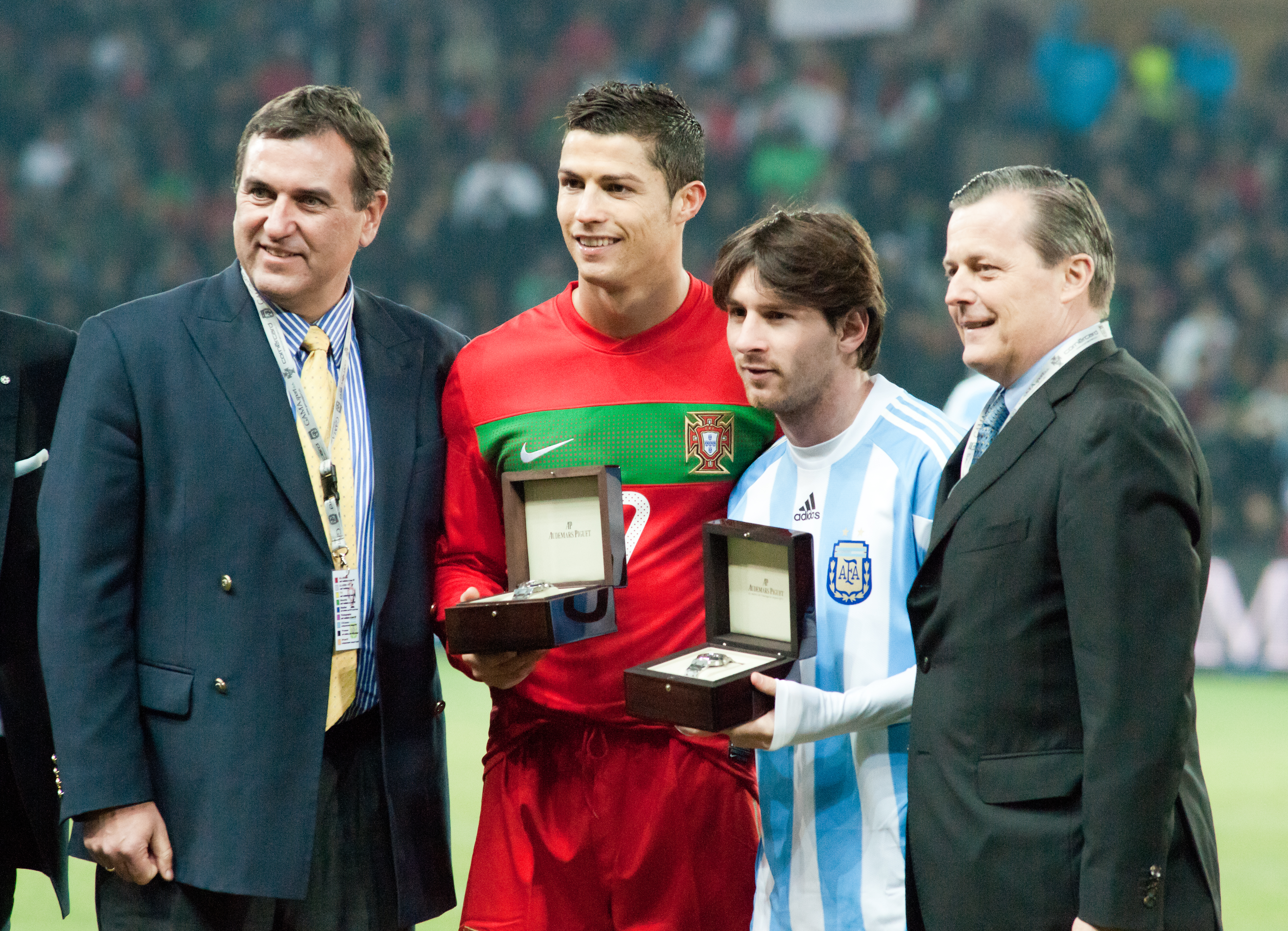
Cristiano Ronaldo ao lado de Lionel Messi num duelo entre Portugal e Argentina.

Desde o ano de 2007, quando foi indicado pela primeira vez entre os finalistas para melhor jogador do mundo, começou a grande rivalidade dentro dos campos com o argentino Lionel Messi, que na época, era o principal jogador do Barcelona, da Espanha, Na ocasião, Ronaldo recebeu o prémio de terceiro melhor jogador do mundo.
No ano de 2008 o prémio ficou com Ronaldo que garantiu o título da Liga dos Campeões, Messi ficou em segundo. No ano de 2009 o argentino levou a melhor, ficando em primeiro lugar na votação, e levando o prémio de melhor do mundo.
Assim como em 2009, em 2010, 2011, 2012, 2015, 2019 e 2021 novamente Messi venceria o Prémio Ballon d'Or, Ronaldo venceria em 2013, 2014, 2016 e 2017.
É considerada por muitos a maior rivalidade entre dois jogadores da história do futebol.

### Recepção
Frequentemente considerado como um dos melhores e mais completos jogadores do mundo e de todos os tempos, foi comparado aos grandes nomes da historia do futebol como Pelé, Garrincha, Maradona, Di Stéfano, Eusébio, Gerd Müller e Marco van Basten, alguns o colocando até como o melhor jogador de todos os tempos, como disseram Michael Owen, Álvaro Arbeloa, Krzysztof Piątek, José Fonte, Zinédine Zidane, Ruud Gullit e o técnico Sérgio Conceição. Ronaldo foi eleito o melhor jogador do mundo pela FIFA e pela France Football recebendo o prémio Ballon d'Or (que por um período passou a denominar-se Bola de Ouro da FIFA) um total de cinco vezes: 2008, 2013, 2014, 2016 e 2017. Também venceu o prémio Bota de Ouro da UEFA em um total de quatro vezes. Ganhou três vezes o prémio de Melhor Jogador da UEFA na Europa que substituiu o prémio de Melhor Jogador de Clubes da UEFA também ganho uma vez.
Johan Cruijff, três vezes vencedor da Bola de Ouro, disse numa entrevista a 2 de abril de 2008, "Ronaldo é melhor do que George Best e Denis Law, que foram dois grandes e brilhantes jogadores na história do Manchester United".
Em março de 2014, na goleada de 5–1 contra Camarões, marcou dois golos e superou Pedro Pauleta como maior artilheiro da história da Seleção Portuguesa. Em outubro de 2015, contra o Malmö, chegou ao seu 324.º golo pelo clube merengue e tornou-se o maior goleador da história do Real Madrid, superando Raúl González. Em 20 de junho de 2018, em partida válida pelo Campeonato do Mundo FIFA, marcou contra o Marrocos seu 85º golo pela Seleção Portuguesa, superando Ferenc Puskás e se tornando o maior goleador entre Seleções europeias. Atualmente é o maior goleador de todos os tempos do futebol, contando apenas golos marcados em jogos oficiais por clubes e a Seleção Portuguesa.

## Vida pessoal

### Família e relacionamentos
É filho de Maria Dolores dos Santos Aveiro e José Dinis Aveiro, falecido em 2005 vítima de alcoolismo, pouco antes de um jogo entre Portugal e Rússia. Tem um irmão mais velho, Hugo, e duas irmãs mais velhas, Elma e Kátia, também conhecida pelo seu antigo nome artístico como cantora, Ronalda. É neto de Maria Ângela Spínola, Filomena Aveiro, Humberto de Aveiro e José Viveiros e tio de Rodrigo Pereira Aveiro e José Dinis Pereira Aveiro. Ronaldo abstém-se de álcool, drogas e tabaco, ou seja, não fuma, não usa drogas nem consome álcool. Em 2010, ganhou o prémio de não-fumador do ano.
Ronaldo já teve inúmeros relacionamentos, incluindo casos com a modelo espanhola Nereida Gallardo, com a atriz indiana Bipasha Basu, com a modelo e apresentadora portuguesa Merche Romero, com a atriz inglesa Gemma Atkinson e a modelo russa Irina Shayk. Desde 2016 namora com a modelo Georgina Rodríguez. Em julho de 2010, revelou que foi pai de um rapaz, Cristiano Ronaldo Júnior, não revelando a identidade da mãe. Também de barriga de aluguel tem dois gémeos nascidos em 2017, um menino Matteo e uma menina Eva. A sua companheira Georgina deu à luz no dia 12 de novembro de 2017 a uma menina chamada Alana Martina. Em outubro de 2021, Cristiano Ronaldo revelou que Georgina estava grávida de gêmeos. No entanto, em 18 de abril de 2022 o casal anunciou que um dos bebês (um menino) havia falecido durante o parto. O bebê que sobreviveu, uma menina, recebeu o nome de Bella Esmeralda.
No ano de 2005, o seu pai morre, e em 2007 com 22 anos, lança uma biografia intitulada "Momentos", onde fala da sua vida pessoal e dos seus amores. Cristiano Ronaldo é católico praticante, e tem o hábito de, antes de todos os seus jogos, beijar três vez um crucifixo que carrega no peito.
Cristiano é descendente de cabo-verdianos, pois sua bisavó nasceu na então Província Ultramarina de Cabo Verde.

### Delitos fiscais
Em junho de 2017, foi acusado pelo Ministério Público de Espanha por fraudes tributárias da ordem de quase 15 milhões de euros. Tais fraudes teriam sido cometidas entre os anos de 2011 e 2014, onde ele supostamente ocultou receitas vindas de direitos de imagem. Esses quatro delitos poderiam resultar em uma pena de até 2 anos de prisão e multa de 18,8 milhões de euros. Ronaldo assumiu a culpa por todos os quatro delitos fiscais e firmou um acordo com a Fazenda da Espanha onde ele deverá pagar a quantia de 5,7 milhões de euros e terá a pena de prisão convertida em multa.

### Mídia e Investimentos
Em janeiro de 2011, foi considerado o futebolista mais popular na rede social Facebook, com mais de 3 milhões de seguidores. Em 2011, alcançou os 20 milhões. No ano seguinte, chegou aos 50 milhões. Já em 2013, chegou a 60 milhões de seguidores no Facebook. Três anos depois, chegou a marca de 115 milhões. Em 21 de dezembro de 2012, ultrapassou a marca de 15 milhões de seguidores no Twitter, também ela um recorde. Em 15 de dezembro de 2013, Ronaldo inaugurou o Museu CR7, no Funchal. No Instagram, ele também tem a conta mais seguida de toda a rede com mais de 500 milhões de seguidores, se tornando uma das pessoas mais influentes do mundo.
É a imagem de marca da Armani, da Nike, da Time Force, da Castrol e da Toyota[carece de fontes?] e do shampoo Linic/Clear. Em 2013, tornou-se embaixador da Save the Children, contra a fome e a pobreza que assolam crianças no mundo inteiro.
Em dezembro de 2009 lançou, com o Real Madrid, a biografia "Sueños cumplidos" (em castelhano) ou "Sonhos realizados" (traduzido para português). Esta biografia é a primeira de uma série lançada sobre os jogadores do Real Madrid.
Em Junho de 2023, lançou a sua própria marca de água, 'Ursu 9', uma água mineral, alcalina e antioxidante. À conta deste empreendimento do jogador, a Comunidade Cético Portuguesa nomeou Cristiano Ronaldo para um dos seus prémios satíricos anuais, os Prémios Unicórnio Voador, na categoria Estrela Cadente. A nomeação de Cristiano Ronaldo foi justificada da seguinte maneira: "[…] a água de Cristiano Ronaldo consegue alegadamente libertar toxinas, compensar a acidificação do organismo e vários outros efeitos que, ou não possuem fundamentação científica, ou podem facilmente aplicar-se à água da torneira." Ronaldo acabou por perder a atribuição do prémio satírico para a apresentadora e empresária portuguesa Cristina Ferreira.
Em 2024, diversificou seus investimentos ao adquirir 10% da Vista Alegre, uma renomada empresa portuguesa de porcelanas, em uma transação avaliada em cerca de 17 milhões de euros. Celebrando seu bicentenário, a Vista Alegre é conhecida por suas porcelanas, cristais e vidros artesanais de alta qualidade, com 70% de suas vendas provenientes do mercado externo. Além de investidor, Ronaldo também se tornou embaixador da marca, contribuindo para sua expansão em mercados do Médio Oriente e asiático. Ronaldo expressou seu orgulho em apoiar a globalização da marca, que visa promover-se como um ícone nacional de luxo e expandir suas operações no varejo e na hotelaria.

## Estatísticas
Atualizadas até 31 de maio de 2024.[carece de fontes?]

### Clubes
- Lista detalhada com os últimos jogos de Cristiano Ronaldo pelo clube e seleção. UEFA.com
- Lista detalhada com as estatísticas de Cristiano Ronaldo por temporada no clube Real Madrid Realmadrid.com

| Equipa            | Temporada         | Campeonato nacional | Campeonato nacional | Campeonato nacional | Taças nacionais | Taças nacionais | Taças nacionais | Competições continentais | Competições continentais | Competições continentais | Outros torneios | Outros torneios | Outros torneios | Total | Total | Total   |
| Equipa            | Temporada         | Jogos               | Golos               | Assist.             | Jogos           | Golos           | Assist.         | Jogos                    | Golos                    | Assist.                  | Jogos           | Golos           | Assist.         | Jogos | Golos | Assist. |
| ----------------- | ----------------- | ------------------- | ------------------- | ------------------- | --------------- | --------------- | --------------- | ------------------------ | ------------------------ | ------------------------ | --------------- | --------------- | --------------- | ----- | ----- | ------- |
| Sporting          | 2002–03           | 25                  | 3                   | –                   | 3               | 2               | –               | 3                        | 0                        | –                        | 0               | 0               | 0               | 31    | 5     | –       |
| Sporting          | Total             | 25                  | 3                   | –                   | 3               | 2               | –               | 3                        | 0                        | –                        | 0               | 0               | 0               | 31    | 5     | –       |
| Manchester United | 2003–04           | 29                  | 4                   | 3                   | 6               | 2               | 3               | 5                        | 0                        | 1                        | 0               | 0               | 0               | 40    | 6     | 7       |
| Manchester United | 2004–05           | 33                  | 5                   | 4                   | 9               | 4               | 4               | 8                        | 0                        | 2                        | 0               | 0               | 0               | 50    | 9     | 10      |
| Manchester United | 2005–06           | 33                  | 9                   | 6                   | 6               | 2               | 1               | 8                        | 1                        | 1                        | –               | –               | –               | 47    | 12    | 8       |
| Manchester United | 2006–07           | 34                  | 17                  | 13                  | 8               | 3               | 1               | 11                       | 3                        | 5                        | –               | –               | –               | 53    | 23    | 19      |
| Manchester United | 2007–08           | 34                  | 31                  | 7                   | 3               | 3               | 0               | 11                       | 8                        | 1                        | 1               | 0               | 0               | 49    | 42    | 8       |
| Manchester United | 2008–09           | 33                  | 18                  | 6                   | 6               | 3               | 0               | 12                       | 4                        | 2                        | 2               | 1               | 1               | 53    | 26    | 9       |
| Manchester United | Total             | 196                 | 84                  | 39                  | 38              | 17              | 9               | 55                       | 16                       | 12                       | 3               | 1               | 1               | 292   | 118   | 61      |
| Real Madrid       | 2009–10           | 29                  | 26                  | 7                   | 0               | 0               | 0               | 6                        | 7                        | 0                        | –               | –               | –               | 35    | 33    | 7       |
| Real Madrid       | 2010–11           | 34                  | 40                  | 10                  | 8               | 7               | 1               | 12                       | 6                        | 4                        | –               | –               | –               | 54    | 53    | 15      |
| Real Madrid       | 2011–12           | 38                  | 46                  | 12                  | 5               | 3               | 0               | 10                       | 10                       | 3                        | 2               | 1               | 0               | 55    | 60    | 14      |
| Real Madrid       | 2012–13           | 34                  | 34                  | 10                  | 7               | 7               | 1               | 12                       | 13                       | 1                        | 2               | 2               | -               | 55    | 56    | 8       |
| Real Madrid       | 2013–14           | 30                  | 31                  | 9                   | 6               | 3               | 1               | 11                       | 17                       | 5                        | –               | –               | –               | 47    | 51    | 16      |
| Real Madrid       | 2014–15           | 35                  | 48                  | 16                  | 2               | 1               | 0               | 12                       | 10                       | 4                        | 6               | 2               | 2               | 54    | 61    | 22      |
| Real Madrid       | 2015–16           | 36                  | 35                  | 11                  | 0               | 0               | 0               | 12                       | 16                       | 4                        | –               | –               | –               | 48    | 51    | 15      |
| Real Madrid       | 2016–17           | 29                  | 25                  | 5                   | 2               | 1               | 0               | 13                       | 12                       | 5                        | 2               | 4               | 0               | 45    | 43    | 10      |
| Real Madrid       | 2017–18           | 27                  | 26                  | 3                   | 0               | 0               | 0               | 13                       | 15                       | 2                        | 4               | 3               | 0               | 44    | 44    | 5       |
| Real Madrid       | Total             | 292                 | 311                 | 83                  | 30              | 22              | 3               | 101                      | 106                      | 28                       | 15              | 12              | 2               | 438   | 450   | 117     |
| Juventus          | 2018–19           | 31                  | 21                  | 8                   | 2               | 0               | 0               | 9                        | 6                        | 2                        | 1               | 1               | 0               | 43    | 28    | 10      |
| Juventus          | 2019–20           | 33                  | 31                  | 6                   | 4               | 2               | 0               | 8                        | 4                        | 0                        | 1               | 0               | 0               | 46    | 37    | 6       |
| Juventus          | 2020–21           | 33                  | 29                  | 3                   | 4               | 2               | 0               | 6                        | 4                        | 2                        | 1               | 1               | 0               | 44    | 36    | 5       |
| Juventus          | 2021–22           | 1                   | 0                   | 0                   | 0               | 0               | 0               | 0                        | 0                        | 0                        | 0               | 0               | 0               | 1     | 0     | 0       |
| Juventus          | Total             | 98                  | 81                  | 17                  | 10              | 4               | 0               | 23                       | 14                       | 4                        | 3               | 1               | 0               | 134   | 101   | 21      |
| Manchester United | 2021–22           | 30                  | 18                  | 3                   | 1               | 0               | 0               | 7                        | 6                        | 0                        | –               | –               | –               | 38    | 24    | 3       |
| Manchester United | 2022–23           | 10                  | 1                   | 0                   | –               | –               | –               | 6                        | 2                        | 2                        | –               | –               | –               | 16    | 3     | 2       |
| Manchester United | Total             | 40                  | 19                  | 3                   | 1               | 0               | 0               | 13                       | 8                        | 2                        | 0               | 0               | 0               | 54    | 27    | 5       |
| Al Nassr          | 2022–23           | 16                  | 14                  | 2                   | 2               | 0               | 0               |                          |                          |                          | 1               | 0               | 0               | 19    | 14    | 2       |
| Al Nassr          | 2023–24           | 31                  | 35                  | 11                  | 4               | 3               | 0               | 15                       | 12                       | 2                        |                 |                 |                 | 51    | 50    | 13      |
| Al Nassr          | Total             | 47                  | 49                  | 13                  | 6               | 3               | 0               | 14                       | 12                       | 2                        | 2               | 0               | 0               | 70    | 64    | 15      |
| Total na carteira | Total na carteira | 698                 | 547                 | 155                 | 86              | 48              | 12              | 208                      | 155                      | 48                       | 23              | 15              | 3               | 1019  | 765   | 219     |

¹Na contagem da temporada 2010–11, houve uma polémica referente ao golo de Cristiano Ronaldo num jogo contra a Real Sociedad. O jornal desportivo Marca atribuiu-lhe o golo, totalizando 41; já a Liga atribuiu-o a Pepe.

### Real Madrid
| Rank | Jogador            | Golos | Épocas    |
| ---- | ------------------ | ----- | --------- |
| 1.   | Cristiano Ronaldo  | 450   | 2009–2018 |
| 2.   | Karim Benzema      | 355   | 2009–2023 |
| 3.   | Raúl González      | 323   | 1994–2010 |
| 4.   | Alfredo Di Stéfano | 311   | 1953–1964 |
| 5.   | Carlos Santillana  | 291   | 1971–1988 |
| 6.   | Ferenc Puskás      | 237   | 1958–1966 |
| 7.   | Hugo Sánchez       | 207   | 1985–1992 |
| 8.   | Francisco Gento    | 187   | 1953–1971 |
| 9.   | Pirri              | 176   | 1964–1980 |
| 10.  | Emilio Butragueño  | 171   | 1983–1995 |

### Seleção
Melhores Marcadores da Seleção Portuguesa
| #  | Nome              | Golos | Jogos | Anos na seleção |
| -- | ----------------- | ----- | ----- | --------------- |
| 1  | Cristiano Ronaldo | 138   | 221   | 2003–           |
| 2  | Pauleta           | 47    | 88    | 1997–2006       |
| 3  | Eusébio           | 41    | 64    | 1961–1973       |
| 4  | Luís Figo         | 32    | 127   | 1991–2006       |
| 5  | Nuno Gomes        | 29    | 79    | 1996–2011       |
| 6  | Hélder Postiga    | 27    | 71    | 2003–2014       |
| 7  | Rui Costa         | 26    | 94    | 1993–2004       |
| 8  | Nani              | 24    | 112   | 2006–2017       |
| 9  | João Vieira Pinto | 23    | 81    | 1991–2002       |
| 10 | Nené              | 22    | 66    | 1971–1984       |
| 10 | Simão Sabrosa     | 22    | 85    | 1998–2010       |

| Ano   |       |       |         |
| Ano   | Jogos | Golos | Assist. |
| ----- | ----- | ----- | ------- |
| 2003  | 2     | 0     | 1       |
| 2004  | 16    | 7     | 9       |
| 2005  | 10    | 2     | 2       |
| 2006  | 14    | 6     | 2       |
| 2007  | 10    | 5     | 1       |
| 2008  | 8     | 1     | 3       |
| 2009  | 7     | 1     | 1       |
| 2010  | 11    | 3     | 5       |
| 2011  | 9     | 7     | 2       |
| 2012  | 13    | 5     | 3       |
| 2013  | 9     | 10    | 1       |
| 2014  | 9     | 5     | 2       |
| 2015  | 5     | 3     | 0       |
| 2016  | 13    | 13    | 3       |
| 2017  | 11    | 11    | 4       |
| 2018  | 7     | 6     | 1       |
| 2019  | 10    | 14    | 0       |
| 2020  | 6     | 3     | 1       |
| 2021  | 14    | 13    | 1       |
| 2022  | 12    | 3     | 1       |
| 2023  | 9     | 10    | 1       |
| 2024  | 12    | 7     | 1       |
| 2025  | 4     | 3     | 0       |
| Total | 21    | 138   | 44      |

Golos pela seleção

### Principais recordes da carreira
Cristiano Ronaldo é um dos maiores recordistas do esporte. Segue o compilado dos principais recordes do jogador.

#### Clubes
| Jogador com mais golos por clubes na história                                            |
| Jogador do Manchester United com mais premiações individuais                             |
| Maior artilheiro da história do Real Madrid                                              |
| Melhor marcador do Real Madrid na La Liga                                                |
| Melhor marcador do Real Madrid na UEFA Champions League                                  |
| Maior número de golos marcados em uma temporada em todas as competições pelo Real Madrid |
| A maioria dos hat-tricks em uma única temporada para o Real Madrid                       |
| Maior artilheiro da Juventus em uma única temporada                                      |

#### Champions League
| Maior artilheiro                                  | 141 golos         |
| Maior assistente                                  | 42 assistências   |
| Mais participações diretas em golo                | 183 participações |
| Maior artilheiro por edições                      | 7 edições         |
| Mais golos em uma única edição                    | 17 golos          |
| Mais golos em um único ano civil                  | 19 golos          |
| Mais hat-tricks                                   | 8 hat-tricks      |
| Mais golos de faltas                              | 12 golos          |
| Mais golos de penáltis marcados                   | 19 golos          |
| Mais golos em finais                              | 4 golos           |
| Mais golos em fase de mata mata                   | 67 golos          |
| Mais golos em fase de mata mata numa única edição | 10 golos          |
| Mais partidas ganhas                              | 115 partidas      |
| Mais partidas seguidas de gol                     | 11 partidas       |
| Mais golos fora de casa                           | 68 golos          |
| Maior número de golos contra um único adversário  | 10 golos          |
| Mais dribles em uma única partida                 | 20 dribles        |
| Mais dribles em uma final                         | 12 dribles        |

#### Eurocopa
| Maior artilheiro                        | 14 golos         |
| Maior assistente                        | 9 assistências   |
| Mais participações diretas em gol       | 23 participações |
| Maior goleador (incluindo qualificação) | 55 golos         |
| Maior artilheiro por edições            | 2 edições        |
| Mais edições disputadas                 | 6 edições        |
| Mais partidas disputadas                | 30 partidas      |
| Mais vitórias                           | 14 vitórias      |

## Títulos
Sporting CP

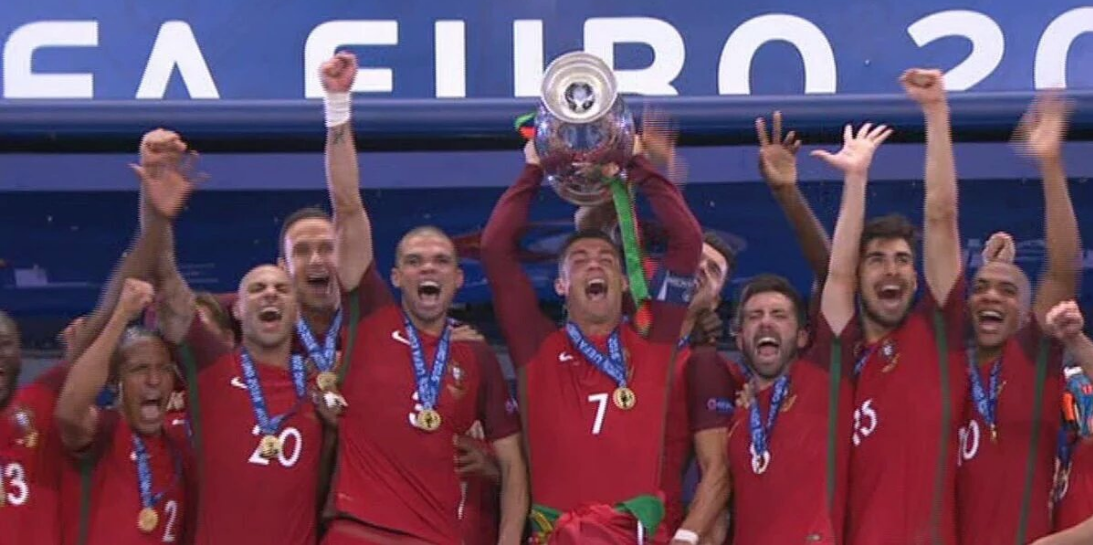
Cristiano Ronaldo com o elenco da Seleção Portuguesa erguendo a taça do Campeonato Europeu de 2016.

- Supertaça Cândido de Oliveira: 2002

Manchester United
- Copa da Inglaterra: 2003–04
- Copa da Liga Inglesa: 2005–06 e 2008–09
- Premier League: 2006–07, 2007–08 e 2008–09
- Supercopa da Inglaterra: 2007
- Liga dos Campeões da UEFA: 2007–08
- Copa do Mundo de Clubes da FIFA: 2008

Real Madrid
- Copa do Rei: 2010–11 e 2013–14
- La Liga: 2011–12 e 2016–17
- Supercopa da Espanha: 2012 e 2017
- Liga dos Campeões da UEFA: 2013–14, 2015–16, 2016–17 e 2017–18
- Supercopa da UEFA: 2014 e 2017
- Copa do Mundo de Clubes da FIFA: 2014, 2016 e 2017

Juventus
- Supercopa da Itália: 2018 e 2020[377]
- Serie A: 2018–19 e 2019–20
- Copa da Itália: 2020–21

Al-Nassr
- Copa dos Campeões Árabes: 2023

Seleção Portuguesa
- Eurocopa: 2016[378]
- Liga das Nações da UEFA: 2018–19 e 2024–25